# Géographie des États-Unis
Vous pouvez aider à l'améliorer ou bien discuter des problèmes sur sa page de discussion.
- Il ne cite pas suffisamment ses sources. Vous pouvez indiquer les passages à sourcer avec {{référence nécessaire}} ou {{Référence souhaitée}}, et inclure les références utiles en les liant aux notes de bas de page. (Marqué depuis juin 2016)
- Il a besoin d'un nouveau plan. (Marqué depuis juin 2016)

- Archive Wikiwix
- Bing
- Cairn
- DuckDuckGo
- E. Universalis
- Gallica
- Google
- G. Books
- G. News
- G. Scholar
- Persée
- Qwant
- (zh) Baidu
- (ru) Yandex
- (wd) trouver des œuvres sur Wikidata

La géographie des États-Unis consiste en l'étude du territoire des États-Unis, pays d'Amérique du Nord s'étendant de l'océan Pacifique à l'ouest à l'océan Atlantique à l'est sur une superficie de 9 600 000 km2, ce qui en fait le quatrième pays le plus vaste sur Terre ; avec 7 % des terres émergées de la planète, la taille du territoire américain est comparable à celle du continent européen. Le pays est bordé au nord par le Canada et au sud par le Mexique.

Le territoire offre des potentialités et de nombreuses ressources qui expliquent en partie la puissance américaine. Depuis l'indépendance à la fin du XVIIIe siècle, le pays est une république fédérale, progressivement élargie jusqu'à 50 États qui disposent de pouvoirs importants. La capitale est Washington, D.C. mais la ville la plus peuplée est New York. La population dépasse les 334 millions d’habitants en 2023, ce qui fait des États-Unis le troisième pays le plus peuplé de la planète, loin derrière la République populaire de Chine et l'Inde. Pays d’immigration, les États-Unis sont aujourd'hui la première économie du monde (PIB nominal). Ce succès économique est relativement récent (début du XXe siècle). L’organisation géographique du territoire prend la forme d’un gradient Est/Ouest. Elle s'explique par un ensemble de facteurs naturels, historiques et économiques.

Position des États-Unis dans le continent américain.

## Situation

### Localisation
Les États-Unis sont entourés par l'océan Atlantique à l'est, le golfe du Mexique au sud, l'océan Pacifique à l'ouest et l'océan Arctique au nord de l'Alaska. Le pays possède 12 034 km de frontières terrestres soit : 8 893 km avec le Canada (dont 2 477 km avec l'Alaska), 3 141 km avec le Mexique et 28 km avec Cuba (base navale de la baie de Guantánamo).
La longueur totale des côtes américaines est de 19 924 km et le pays dispose de la plus grande zone économique exclusive (espace maritime) au monde.
Les frontières maritimes des États-Unis sont :
- le détroit de Floride
- le détroit de Béring

### Géologie
On peut distinguer plusieurs grandes régions géologiques aux États-Unis :

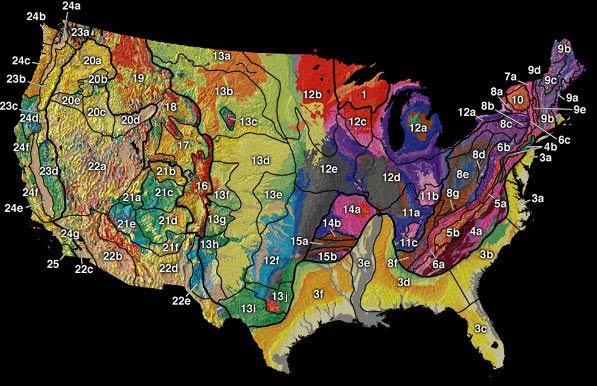
Carte géologique des régions des États-Unis.

1. La cordillère occidentale (Montagnes Rocheuses, Sierra Nevada, Chaînes côtières, Chaîne des Cascades)
2. Le bouclier canadien
3. La plate-forme stable du centre (Grandes Plaines, ...)
4. Les plaines littorales du sud-est et de l'est (Plaine atlantique)
5. Les Appalaches
6. Le point chaud d'Hawaii

### Géographie physique

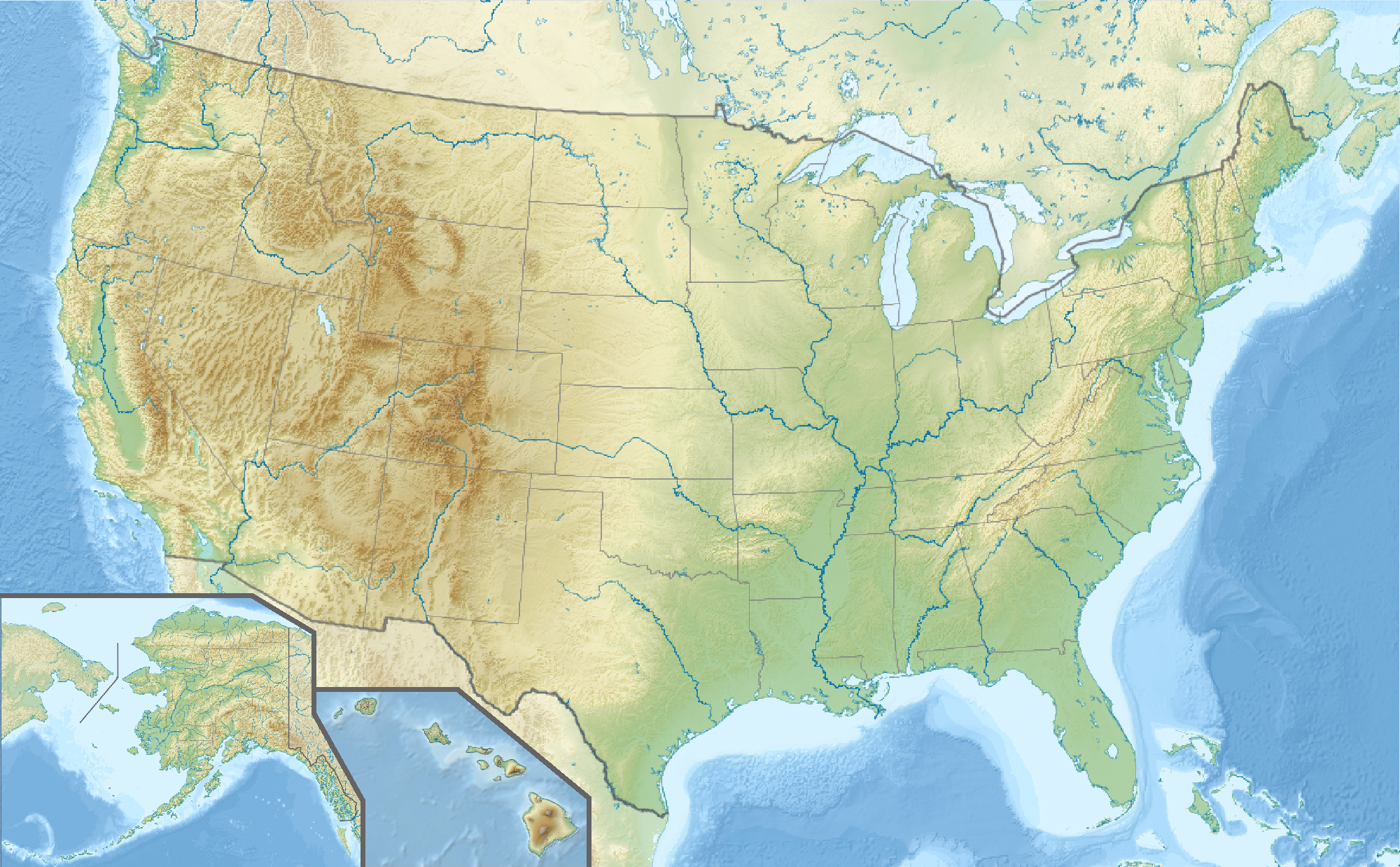
Carte topographique des États-Unis (États-Unis contigus, Alaska, Hawaï).

L'organisation du relief des États-Unis est relativement simple et ressemble à celle du continent américain dans son ensemble.
Les États-Unis se composent de trois ensembles séparés géographiquement :
- le Mainland ou États-Unis contigus (7 885 227 km2), constitué des 48 États d'un seul tenant, dont la forme évoque un pentagone. C'est l'ensemble le plus étendu : 4 500 km séparent la côte atlantique à l'est et la côte pacifique à l'ouest[2]et il faut parcourir 2 500 km pour relier le Canada au Mexique.
- l'Alaska (1 717 854 km2) : devenu un État de l'Union en 1959 et ajoutant 1,7 million de km2 supplémentaires au pays, formant les États-Unis continentaux.

- l'archipel d'Hawaï (28 337 km2) : devenu un État de l'Union en 1959 et constituant le dernier ensemble américain, dans l'océan Pacifique.

### Topographie

Répartition des grands ensembles de reliefs.

Depuis la plaine côtière atlantique, à l'est, jusqu'à la chaîne côtière du Pacifique, à l'ouest, le territoire des États-Unis contigus se subdivise en plusieurs grands ensembles de reliefs.

#### La plaine côtière atlantique
La plaine côtière atlantique est plutôt réduite au nord-est avec de nombreuses îles et s'élargit vers le sud. Le littoral est très découpé et présente de larges baies comme Baie de Chesapeake et Outer Banks. Au sud de cet ensemble, la Floride est une péninsule constituée d'un léger plateau, de nombreuses îles (archipel des Keys), de marais (Everglades) et de récifs coralliens. Les Américains appellent cette région littorale « The East Coast », la Côte est, par opposition à la côte pacifique ou Côte ouest.

#### Des Appalaches aux Montagnes Rocheuses
Les Appalaches forment une chaîne de montagnes peu élevées suivant une orientation nord-est / sud-ouest, sur environ 3 600 km, et bordant la plaine côtière. Elles culminent à 2 037 mètres au mont Mitchell et les cours d’eau qui la traversent forment des cascades (Fall Line). À l'ouest des Appalaches se trouve une vaste dépression centrale bordée au nord par les Grands Lacs. Le bassin du Mississippi s'étend, quant à lui, sur 3,2 millions de km2, et le fleuve et ses affluents arrose les Grandes Plaines. 
Plus au sud, les monts Ozark se situent entre les fleuves Arkansas et Missouri et ne dépassent pas 700 mètres d'altitude. 

Les Ouachita, qui ne sont pas des obstacles majeurs (350 km d'est en ouest), se trouvent dans les États de l'Arkansas et de l'Oklahoma. Les plaines du golfe du Mexique, larges de 250 à 500 kilomètres.

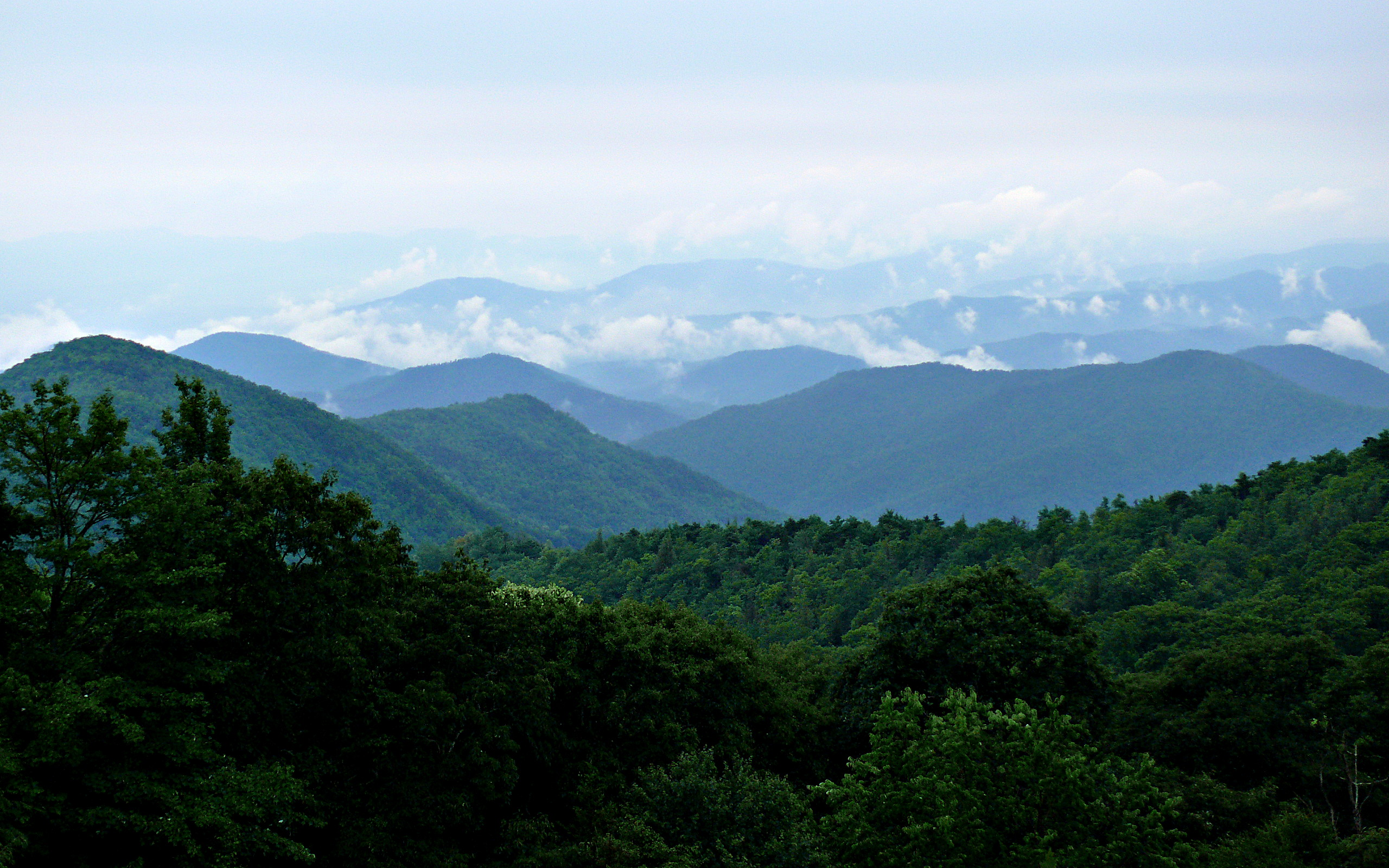
Blue Ridge Mountain dans les Appalaches.

Les plaines, sont quant à elles constituées de couches sédimentaires. Puis la côte est marquée par le delta du Mississippi, par des lagunes et cordons littoraux. Le nord du Midwest et la région des Grands Lacs se rattache au bouclier canadien. Les altitudes sont peu élevées malgré la présence de quelques collines et montagnes (Adirondacks). Vers la côte pacifique, les altitudes s'élèvent d'abord dans les Hautes Plaines. Celles-ci, situées à l’ouest des Grandes Plaines, constituent un piémont qui marque une transition vers les Montagnes Rocheuses, avec un relief plus vallonné. Les Black Hills (Dakota du Sud), enfin, culminent à environ 2 200 mètres d'altitude et sont situées à l'écart des Montagnes Rocheuses.
Les montagnes Rocheuses forment une chaîne élevées à l’ouest des Grandes Plaines et des Hautes Plaines. Plusieurs sommets dépassent les 4 000 mètres d'altitude (Mont Elbert, 4 399 mètres). Elles déterminent la ligne de partage des eaux entre le bassin du Mississippi à l'est et les fleuves se jetant dans le Pacifique, à l'ouest.

#### Des montagnes Rocheuses aux chaînes côtières du Pacifique
À l'ouest des montagnes Rocheuses se trouvent des hauts plateaux disséqués par des cours d'eau tumultueux : le plus célèbre est le plateau du Colorado, au sud, dont la vallée encaissée forme le Grand Canyon. Le Grand Bassin, qui s'étend sur 10 % de la superficie des États-Unis, à l'ouest.

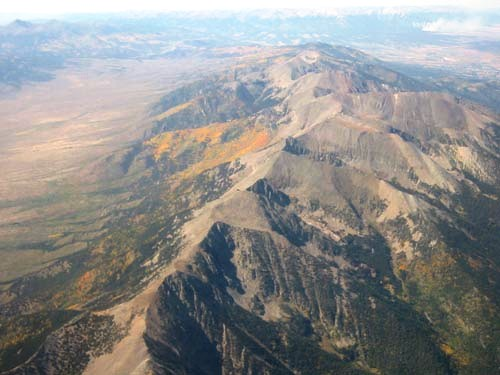
Vue aérienne des Montagnes Rocheuses dans le Colorado.

Au nord, le plateau de la Columbia domine les États de Washington, de l'Oregon et de l'Idaho.
Enfin, les derniers ensembles de reliefs avant le Pacifique sont :
- La Sierra Nevada et la chaîne des Cascades :

La Sierra Nevada (montagne enneigée en espagnol) est une chaîne de sommets élevés qui domine l’est de la Californie et qui borde le Grand Bassin sur environ 700 kilomètres. Son point culminant est le mont Whitney (4 421 mètres), le pic le plus élevé du Mainland. La Sierra Nevada offre une grande diversité de paysages. Derrière la Sierra Nevada se trouve un grand désert : la vallée de la Mort. La chaîne offre plusieurs parcs naturels : le Yosemite est renommé pour ses forêts, ses cascades et ses falaises granitiques.
La chaîne des Cascades fait partie du même système montagneux que la Sierra Nevada, plus au nord. Elle comprend de nombreux volcans (mont Saint Helens, 2 549 mètres) et se prolonge vers le nord au Canada.
- La plaine de Californie, appelée aussi la vallée Centrale est un vaste espace plat et fertile, longue d’environ 600 à 700 km et large de 80. Elle se prolonge au nord par la vallée du Sacramento et au sud par celle du San Joaquin qui se rejoignent pour alimenter la baie de San Francisco. Bassin d'effondrement relativement récent et rempli de sédiments, cette Vallée Centrale ne dépasse jamais 150 mètres d'altitude et se trouve par endroits sous le niveau moyen de la mer. D'autres sillons s'interposent comme celui de Willamette et du désert du Colorado (sebkhra du Salton Sea dans la vallée impériale).
- Les chaînes côtières du Pacifique comprennent plusieurs grabens comme celui de la Russian River. Elle est échancrée par des estuaires, comme la baie de San Francisco et le Puget Sound.

#### Alaska
Le relief de l'Alaska est fortement marqué par la montagne : la Chaîne d'Alaska domine l'État et culmine au mont McKinley (6 190 mètres). Le littoral est très découpé et ponctué de fjords et de nombreuses îles. Les chaînes côtières bordent le golfe d'Alaska et font partie de la ceinture de feu du Pacifique. Les glaciers façonnent des vallées encaissées.

#### Hawaï
L'archipel d'Hawaï, très à l'écart du Mainland, de par ses origines volcaniques possède un relief plus ou moins accidenté (hautes falaises sur plusieurs îles) et des sommets élevés (4 205 m au Mauna Kea) aux flancs relativement peu pentus pour la plupart.

#### Points culminants par chaîne ou massif de montagne aux États-Unis

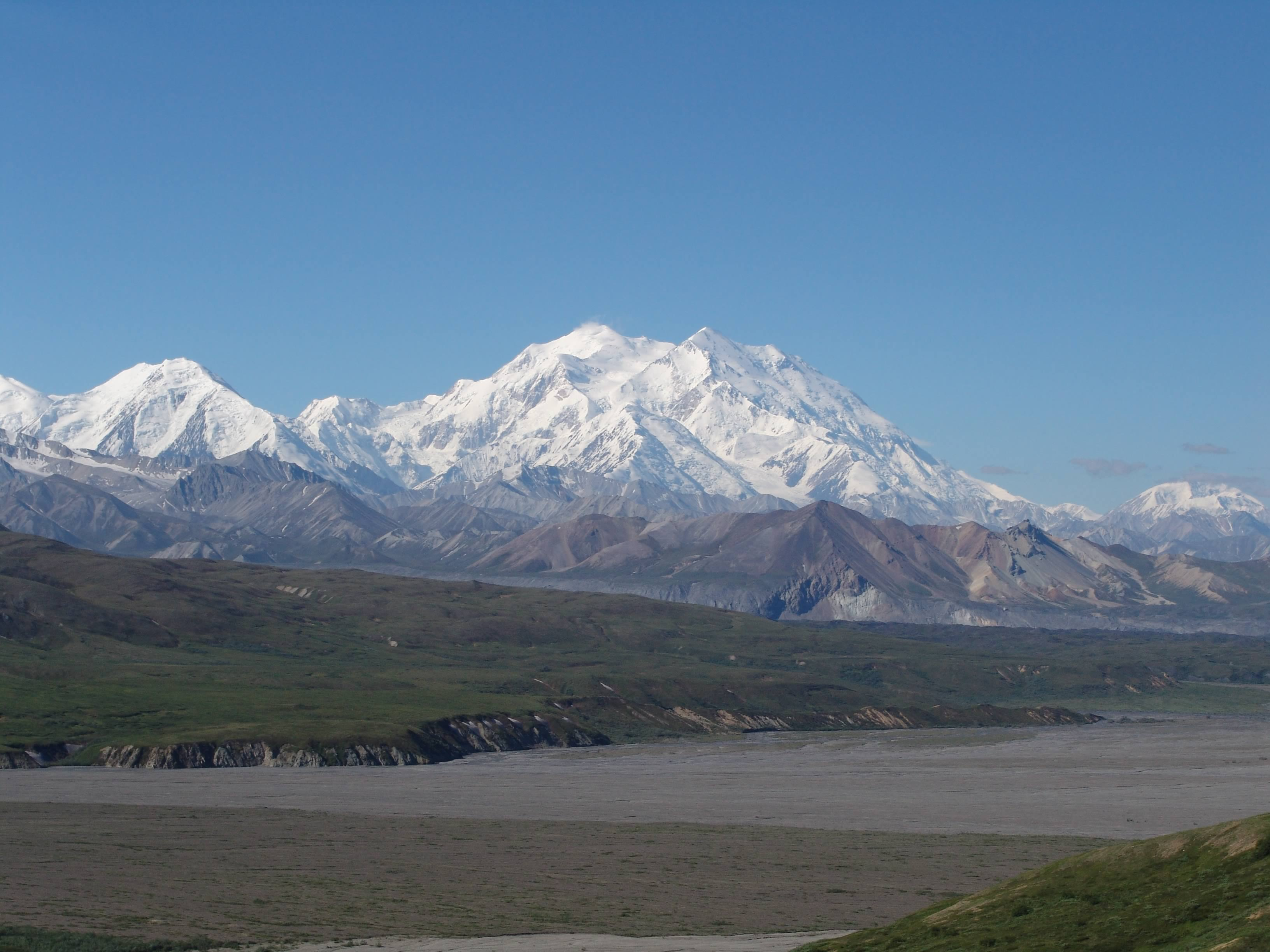
Le mont McKinley (Alaska, 6190 mètres).

| Nom du sommet | Nom de la chaîne de montagne      | État             | Altitude en mètres | Coordonnées                   |
| ------------- | --------------------------------- | ---------------- | ------------------ | ----------------------------- |
| Mont McKinley | Chaîne d'Alaska                   | Alaska           | 6190               | 63° 04′ 10″ N, 151° 00′ 27″ O |
| Logan         | Chaîne Saint-Élie                 | Alaska           | 5959               | 60° 34′ 02″ N, 140° 24′ 10″ O |
| Blackburn     | Montagnes Wrangell                | Alaska           | 4996               | 61° 43′ 54″ N, 143° 25′ 59″ O |
| Whitney       | Sierra Nevada                     | Californie       | 4421               | 36° 34′ 42″ N, 118° 17′ 36″ O |
| Elbert        | Rocheuses                         | Colorado         | 4401               | 39° 07′ 03″ N, 106° 26′ 43″ O |
| Rainier       | Cascades                          | Washington       | 4392               | 46° 51′ 44″ N, 121° 45′ 36″ O |
| Mauna Kea     | Chaîne sous-marine Hawaï-Empereur | Hawaï            | 4205               | 19° 49′ 15″ N, 155° 28′ 06″ O |
| Mitchell      | Appalaches                        | Caroline du Nord | 2037               | 35° 45′ 53″ N, 82° 15′ 55″ O  |

### Hydrologie
Compte tenu de la diversité naturelle du pays, le régime hydrologique des cours d'eau varie considérablement : de haute montagne (dans les Rocheuses et les autres chaînes de l'ouest), tempéré océanique, tempéré continental à l'intérieur des terres, méditerranéen en Californie, intermittent dans le désert, etc.

Les plus grandes chutes d'eau du pays se trouvent dans le archipel d'Hawaï et dans l'ouest américain : le parc national de Yosemite en Californie possède une dizaine chutes dépassant les 200 mètres de hauteur dont les chutes de Yosemite (740 m). Les chutes du Niagara, situées à la frontière entre les États-Unis et le Canada, ont le débit le plus puissant d’Amérique du Nord et certainement les plus connues à travers le monde.

Carte des réseaux hydrographiques des États-Unis (États-Unis contigus, Alaska, Hawaï).

Les États-Unis disposent d'importantes ressources hydrographiques. Elles sont néanmoins inégalement réparties sur le territoire : de nombreuses régions de l'Ouest américain connaissent un déficit en eau à cause de la faiblesse des précipitations (sauf sur le littoral pacifique) et des prélèvements pour les activités humaines. Le bassin du Mississippi et les régions subtropicales connaissent régulièrement des phénomènes d'inondation. Le nord de l'Alaska et la haute montagne sont touchés par le gel la plupart de l'année.

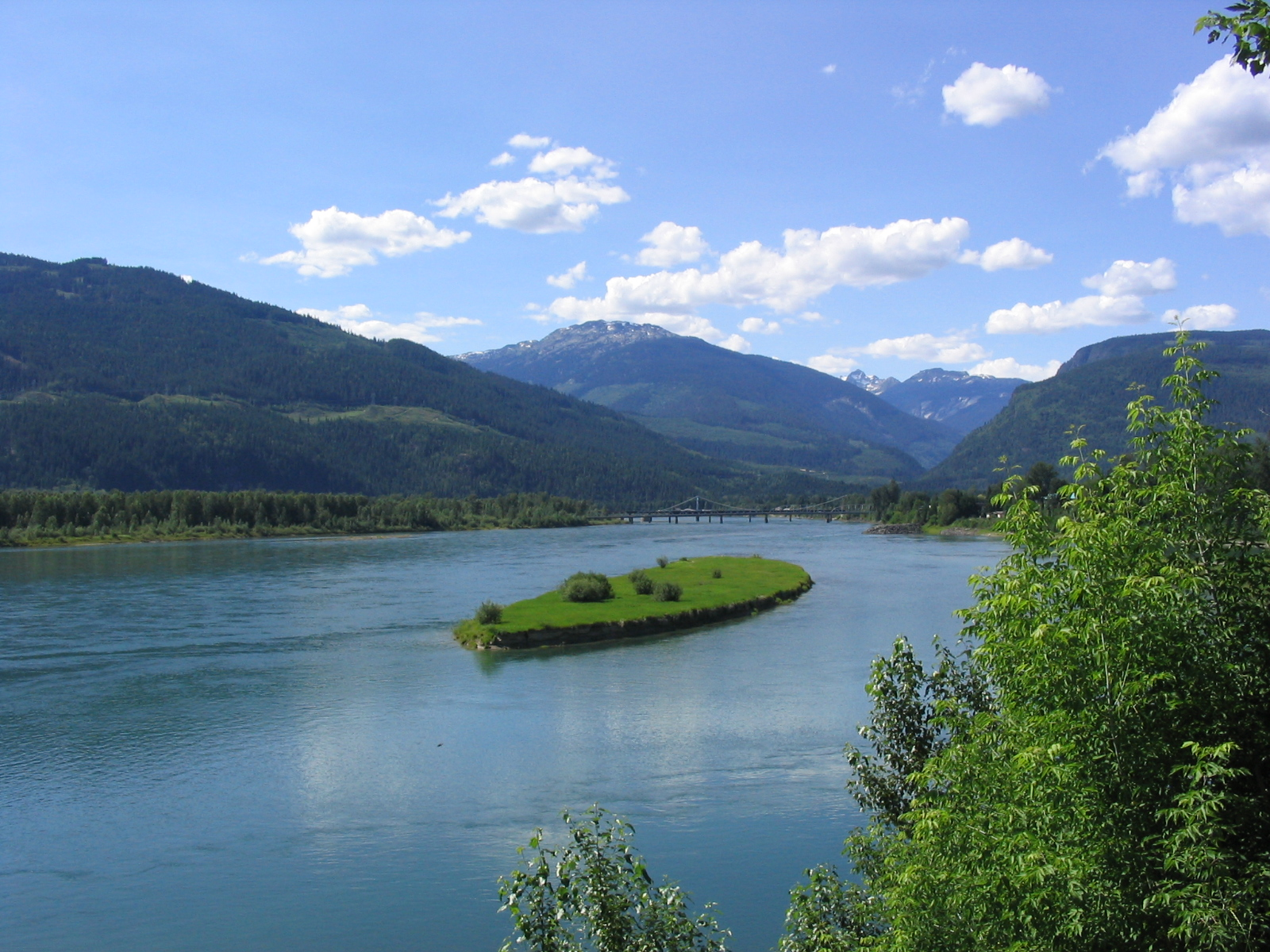
Le fleuve Columbia.

Enfin, en s'infiltrant dans le sous-sol, l'eau a creusé à certains endroits des réseaux souterrains comme dans le parc national de Mammoth Cave (le plus grand réseau de grottes du monde avec près de 600 kilomètres explorés de galeries) et le parc national de Carlsbad Caverns (grottes les plus profondes du pays avec 486,8 mètres).

#### Cours d'eau notables des États-Unis.
| Nom         | Longueur (en km) | Bassin hydrographique en km2 | Se jette dans       |
| ----------- | ---------------- | ---------------------------- | ------------------- |
| Missouri    | 4090             | 1 376 180                    | Mississippi         |
| Mississippi | 3780             | 2 981 076                    | Golfe du Mexique    |
| Yukon       | 3185             | 847 600                      | Mer de Béring       |
| Rio Grande  | 3057             | 607 965                      | Golfe du Mexique    |
| Arkansas    | 2349             | 505 000                      | Mississippi         |
| Colorado    | 2330             | 629 100                      | Golfe de Californie |
| Ohio        | 2108             | 490 601                      | Mississippi         |
| Red River   | 2075             | 241 388                      | Mississippi         |
| Brazos      | 2059             | 116 000                      | Golfe du Mexique    |
| Columbia    | 1995             | 668 217                      | Océan Pacifique     |
| Snake       | 1673             | 279 719                      | Columbia            |
| Platte      | 1593             | 230 000                      | Missouri            |

Il existe deux grands bassins de drainage pour les 48 États américains contigus. Ils sont distribués de part et d'autre du Continental Divide, qui correspond à la ligne de partage des eaux entre l'océan Pacifique, l'océan Atlantique (y compris le golfe du Mexique) et l'océan Arctique.
Le principal système fluvial, celui du Missouri-Mississippi, est tributaire du golfe du Mexique. La longueur cumulée de ces deux cours d'eau dépasse les 6 800 km,.
Le bassin hydrographique du Mississippi est le plus grand d'Amérique du Nord et le troisième du monde, derrière celui des fleuves Amazone et Congo. Sa superficie totale est de 3 238 000 km2, soit un tiers du territoire américain. En dehors du Missouri, les autres grands affluents du Mississippi sont l'Arkansas, l'Ohio et la Red River.
Les autres grands fleuves sont le Rio Grande, qui marque la frontière avec le Mexique, et le Brazos au Texas. L'Hudson parcourt quelque 500 km entre les Appalaches et la ville de New York, avant de se jeter dans l'Atlantique.
Dans les zones arides, beaucoup de cours d'eau sont temporaires. Le bassin du Colorado (fleuve) draine une zone étendue dans le Sud-Ouest. La Columbia prend sa source dans les Montagnes Rocheuses et se jette dans le Pacifique. En Alaska, le Yukon est le plus long fleuve (3 700 km) ; le Colville (fleuve) (560 km) se jette dans la mer de Beaufort, au sud de l'océan Arctique.

#### Eaux stables

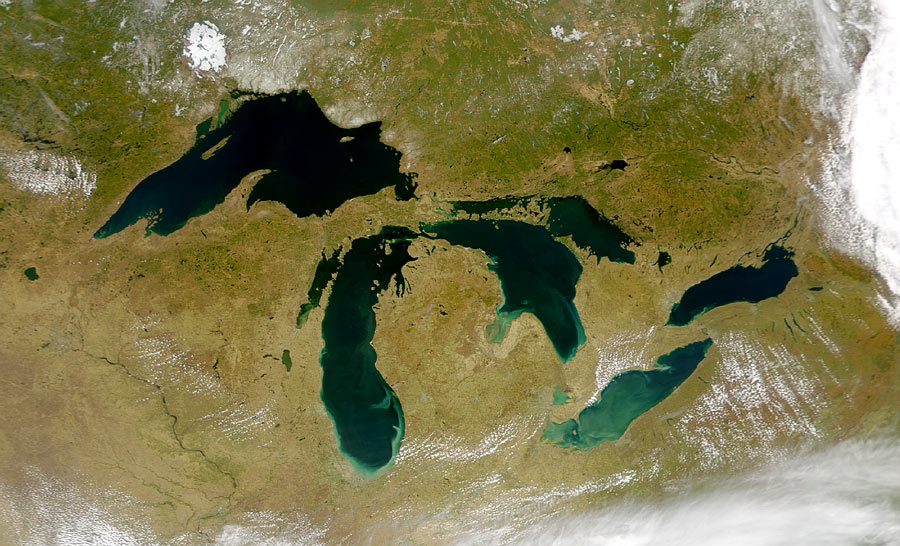
Image satellite des Grands Lacs.

Les eaux stables dépendent des précipitations, de l'alimentation par les cours d'eau ou encore de la couverture végétale. Les nappes phréatiques et les aquifères sont conditionnés par la géologie et l'histoire climatique de la région : le climat subpolaire en Alaska provoque l'existence du permafrost. Des aquifères fossiles dans le sud-ouest résultent d'un paléoclimat plus humide pendant la Préhistoire. Les ressources en eau sont en outre affectées par les grands aménagements et par les prélèvements effectués par l'Homme pour l'agriculture ou l'industrie (voir après).

En surface, une grande quantité d'eau douce est stockée sous forme de glace dans la zone arctique et à haute altitude. Les lacs sont nombreux dans les régions autrefois recouvertes par l'inlandsis, du Minnesota à la Nouvelle-Angleterre. Le système des Grands Lacs couvre une superficie totale (244 108 km2) qui équivaut à environ la moitié de la superficie de la France métropolitaine. De formation glaciaire, ils sont au nombre de cinq et séparent le territoire américain de son voisin canadien au nord. Avec l'axe du fleuve Saint-Laurent, ils constituent une voie de communication et de transport intéressante, car elle pénètre au cœur du continent nord-américain. À l'extrémité occidentale du lac Supérieur, le port de Duluth avait un trafic de 37 millions de tonnes en 1996 et exportait du fer vers les zones industrielles situées en aval et jusqu'en Europe.

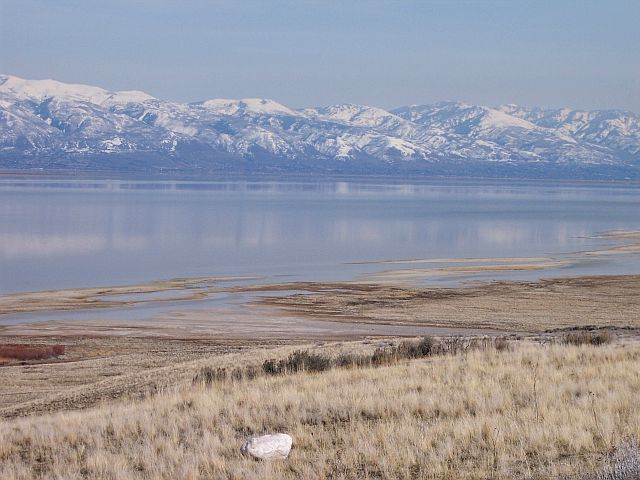
Grand Lac Salé.

Le Grand Lac Salé (5 200 km2, Utah) et la Salton Sea (974 km2, Californie) se distinguent par leur salinité. Il existe des lacs salés temporaires dans les régions arides, au sud-est de la Californie ou dans l'Utah par exemple. Les autres lacs américains sont moins importants en taille : le lac Champlain (1 100 km2) se trouve en Nouvelle-Angleterre et le lac Okeechobee (1 720 km2) en Floride. Le lac Powell et le Lac Mead sont deux lacs de retenue au sud-ouest.
Sur les rives des lacs se trouvent des marécages dont les plus célèbres sont ceux du parc national des Everglades : il s'agit de grands marais d'eau douce alimenté par un aquifère karstique et des cours d'eau. Les autres zones humides se trouvent dans le sud (bayous de Louisiane) ou en Alaska (marécages et tourbières du Grand Nord en été).

#### Eaux littorales et courants marins
Avec un total de 19 924 km de côtes, les États-Unis sont un pays largement ouvert sur l'extérieur.
Du côté de l'océan Atlantique, un courant froid longe les côtes du nord-est des États-Unis.
Au sud, le Gulf Stream trouve son origine au large de la Floride et longe alors le littoral vers le nord jusqu'au cap Hatteras, avant de s'éloigner vers l'est.
À l'ouest, le long des côtes longeant l'océan Pacifique, notons :
- le courant du Pacifique nord (Alaska) ;
- le courant de Californie se déplace du sud de la Colombie-Britannique au sud de la Basse-Californie. Ce courant froid est à l'origine des brouillards qui se forment lorsque l’eau de mer est plus froide que l’air ambiant. En outre, il est en relation avec le phénomène des remontées d'eau (« upwellings ») : ces remontées d’eau froide venant des profondeurs sont riches en nutriments dont se nourrit le phytoplancton qui est à l'origine de la chaîne alimentaire.

### Climat

#### Facteurs de répartition

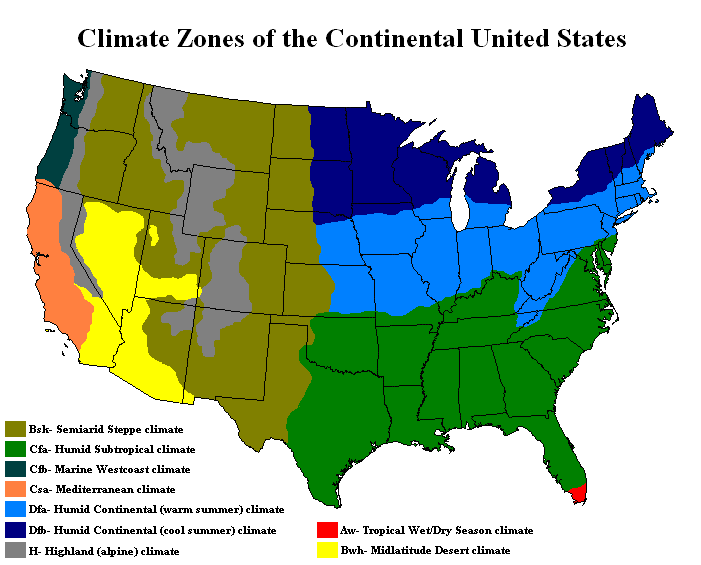
Les différentes zones climatiques des États-Unis.

Compte tenu de sa superficie et de son étalement en latitude (49°N / 25°N), le territoire américain est une mosaïque de climats. La majeure partie du pays se trouve dans la zone tempérée, ce qui n'empêche pas les phénomènes climatiques extrêmes (voir ci-dessous). Seuls l'État d'Hawaï, le nord de la Floride et de l'Alaska sont situés en dehors de cette zone. Les courants marins jouent un rôle capital dans la répartition des climats : ainsi le gulf Stream tropicalise le littoral atlantique jusqu'au New Jersey ; à l'inverse, le courant froid du Labrador apporte des glaces flottantes jusqu'au large de New York. Sur le littoral Pacifique, le courant froid de Californie apporte des perturbations chargées de pluies en hiver. La combinaison de ces différents facteurs donne lieu à une grande diversité de climats, à toutes les échelles.
Les 48 États continentaux sont compris dans la zone climatique tempérée. Le nord de l'Alaska est dans la zone polaire alors qu'Hawaï est au sud du tropique du Cancer. La grande majorité du territoire américain se trouve dans l'écozone néarctique. L'archipel d'Hawaï appartient à l'écozone océanienne et l'extrémité sud de la Floride à l'écozone néotropique.

##### À l'est du100eméridien

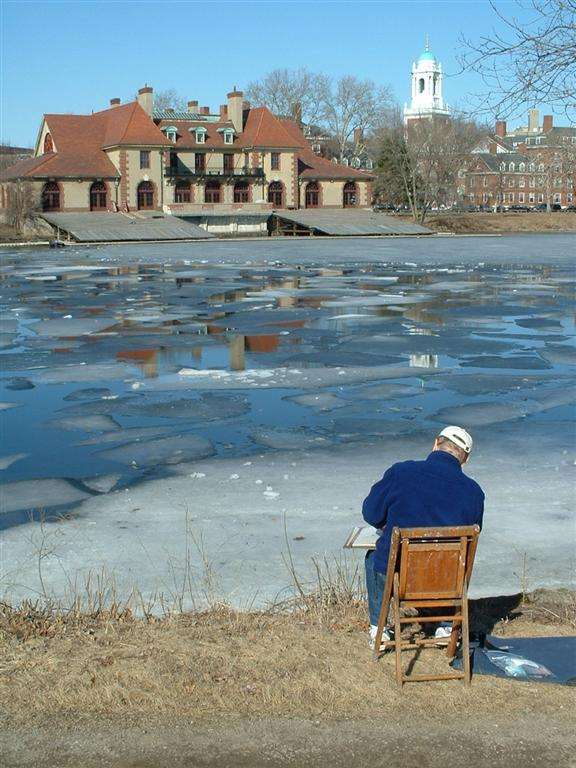
Charles River, Cambridge, Massachusetts.

Dans la moitié est des États-Unis, les climats ont une répartition relativement simple, organisée par la position en latitude. Seule la chaîne des Appalaches, d'orientation Nord-Est/Sud-Ouest et qui s'étend sur 3 600 kilomètres, vient contrarier cette répartition zonale. L'ensemble de la zone s'étend sur plusieurs États, du golfe du Mexique (sauf le sud de la Floride) jusqu'à la frontière canadienne, et du littoral atlantique au 100e méridien. Ces régions se caractérisent par un climat tempéré humide de façade orientale. Le climat de cette moitié orientale est humide : les précipitations sont supérieures à 700 mm par an. Cependant, on observe de grands écarts dans ce vaste ensemble de plusieurs millions de km2, entre la côte et l'intérieur, mais aussi entre le nord et le sud.

###### Le Nord-Est atlantique
La Nouvelle-Angleterre et les États situés au nord du 38e parallèle connaissent un climat tempéré froid et humide (Dfb dans la classification de Köppen), tout comme la majeure partie du Québec. Les précipitations totales dépassent généralement 1 000 mm et les températures moyennes sont inférieures à 15 °C. Les pluies sont réparties régulièrement sur l'année, car la région reçoit des influences maritimes associées à des perturbations. Le maximum des pluies intervient en novembre.

L'amplitude thermique est élevée (environ 25 °C), mais reste plus faible qu'à l'ouest des Appalaches. L'hiver est froid, neigeux et venteux : les blizzards soufflent fréquemment et forment des congères qui perturbent les transports.

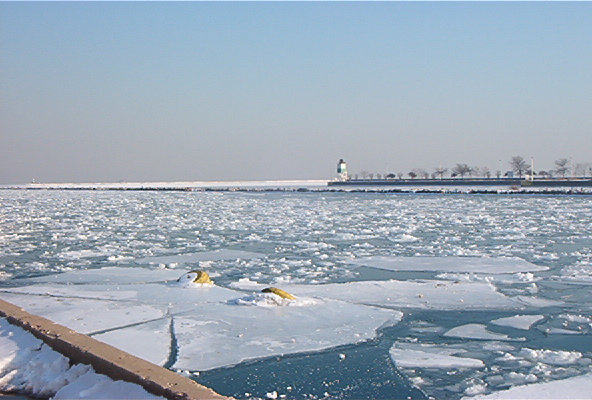
Lac Michigan, l'hiver.

###### Le Centre-Est: climats marqués par la continentalité
L'intérieur des terres est marqué par le caractère continental du climat et la circulation méridienne des masses d'air (Dfa dans la classification de Köppen) : la température moyenne annuelle est inférieure à 10 °C, les précipitations ne dépassent pas 900 mm par an. L'amplitude thermique annuelle est forte (plus de 30 °C) et augmente à mesure qu'on progresse à l'intérieur des terres. Le total des précipitations décroît vers l'ouest (Chicago : 909 mm/an ; Duluth : 761 mm/an). Ces dernières sont plus irrégulières que sur le littoral atlantique et le maximum arrive en été, sous forme d'orages. Le temps peut changer brutalement, en hiver comme en été.

###### Les régions subtropicales du Sud-Est

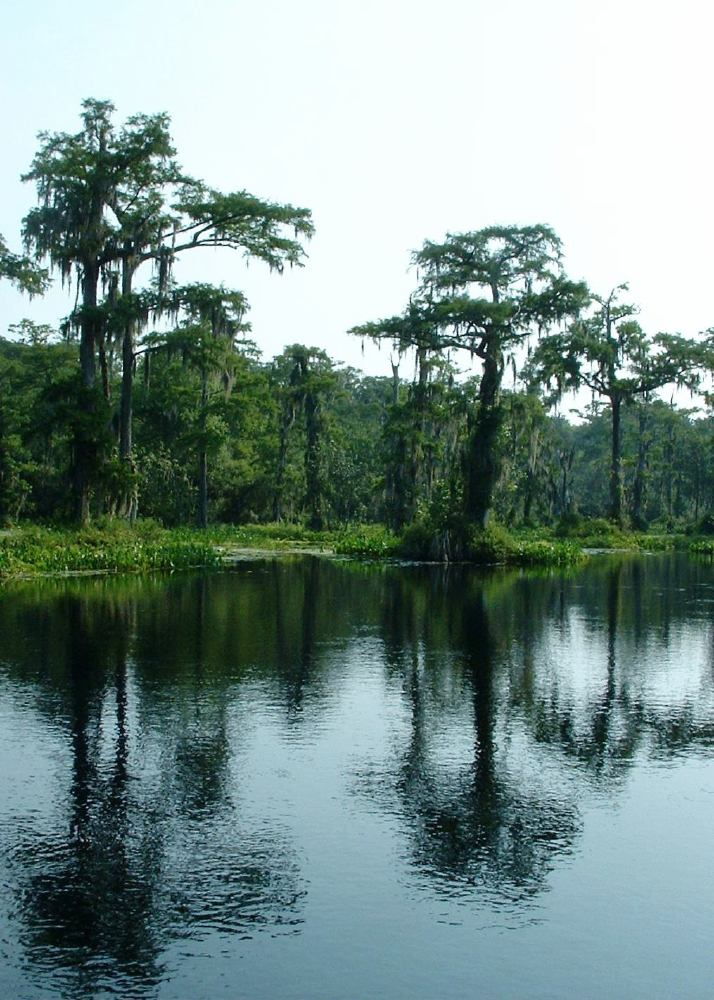
Wakulla Springs, Floride.

Le sud-est des États-Unis (stations de Norfolk, Atlanta et Jacksonville ci-dessous), hormis les Appalaches et l'extrême sud de la Floride, est une région subtropicale humide (climat de type cantonais, Cfa dans la classification de Köppen). Elle concerne les états du golfe du Mexique et le sud de la façade atlantique. La limite sud du climat subtropical est au proche de la ville de Miami et de la côte sud du Texas. Là commence la zone de climat tropical qui se distingue par ses hivers doux.
Les précipitations dépassent 1 000 mm par an et sont réparties de manière assez régulière sur l'année, avec un maximum en été sur la côte. La température moyenne annuelle est supérieure à 15 °C. Les étés sont chauds et humides, les hivers frais et même neigeux dans la partie la plus au nord (Norfolk, Atlanta).

###### L'extrême Sud de la Floride: un climat tropical humide
Seule la pointe de la Floride, au sud de Miami, connaît un climat tropical humide : la température annuelle est chaude (environ 25 °C) et les températures mensuelles sont toujours supérieures à 18 °C. L'amplitude thermique est faible et les précipitations abondantes, avec un maximum en été. L'hiver est plus frais et plus sec que l'été. La région se trouve sur la trajectoire des ouragans pendant la saison estivale.

##### À l'ouest du100eméridien

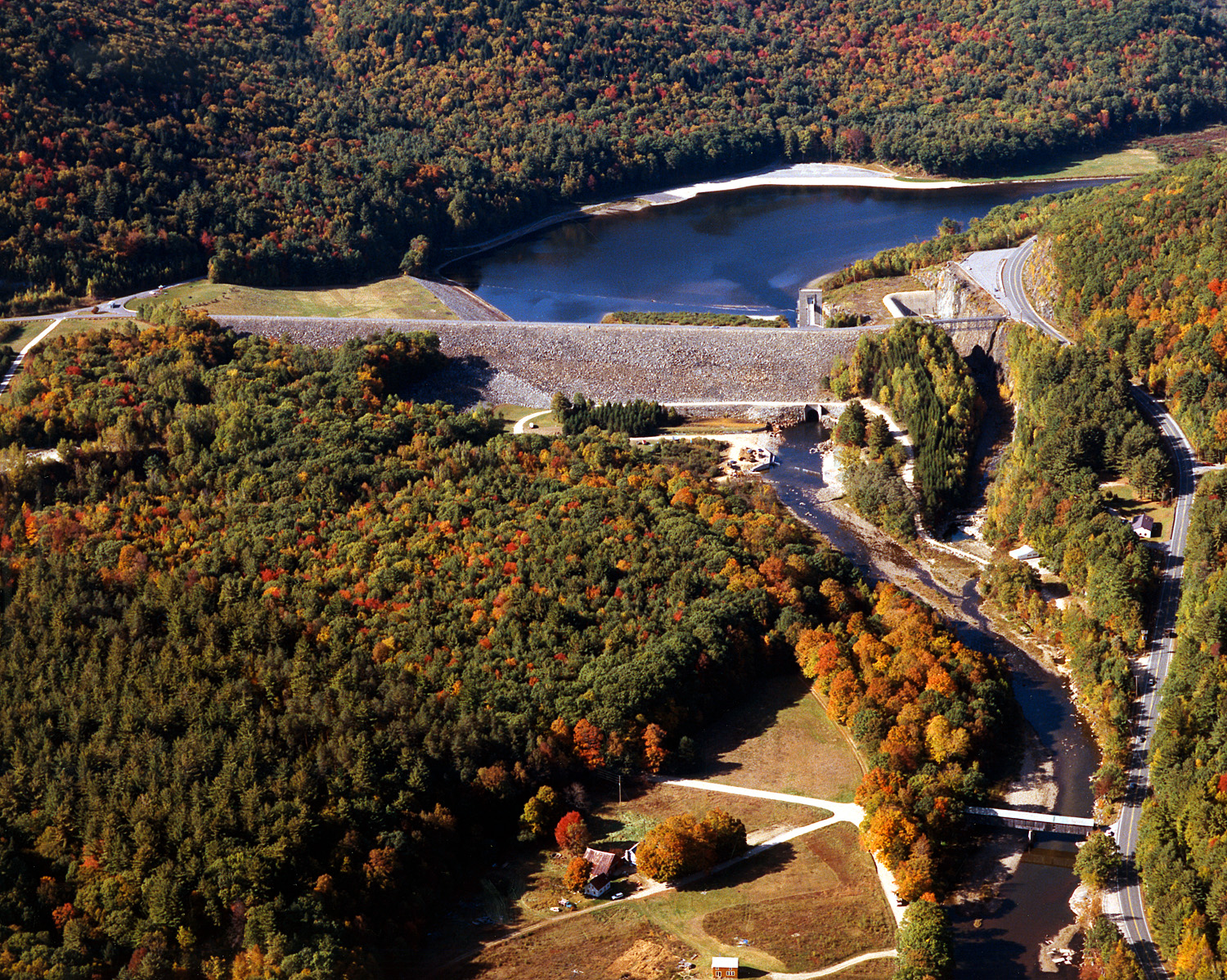
Forêt tempérée de feuillus dans le Vermont en automne.

Les climats de la moitié occidentale des États-Unis sont conditionnés par les barrières montagneuses qui s'échelonnent du littoral vers l'intérieur des terres, sur plusieurs centaines de kilomètres. Ces chaînes bloquent les influences océaniques venues de l'océan Pacifique. Des climats arides et semi-arides, plus ou moins chauds selon la latitude, l'altitude et la position par rapport aux versants montagneux, se succèdent dans le Grand Bassin et sur les plateaux du centre. Sur le littoral, on peut distinguer un climat océanique très humide au nord (littoral de l'État de Washington) et méditerranéen semi-aride tout au sud (région de San Diego-Palm Springs). Entre les deux se trouve une zone de transition qui correspond au centre de la Californie. Dans les montagnes, les climats dépendent de l'altitude et de l'exposition aux vents d'ouest. Les sommets reçoivent généralement plus de précipitations que les régions environnantes.

###### Les Grandes Plaines

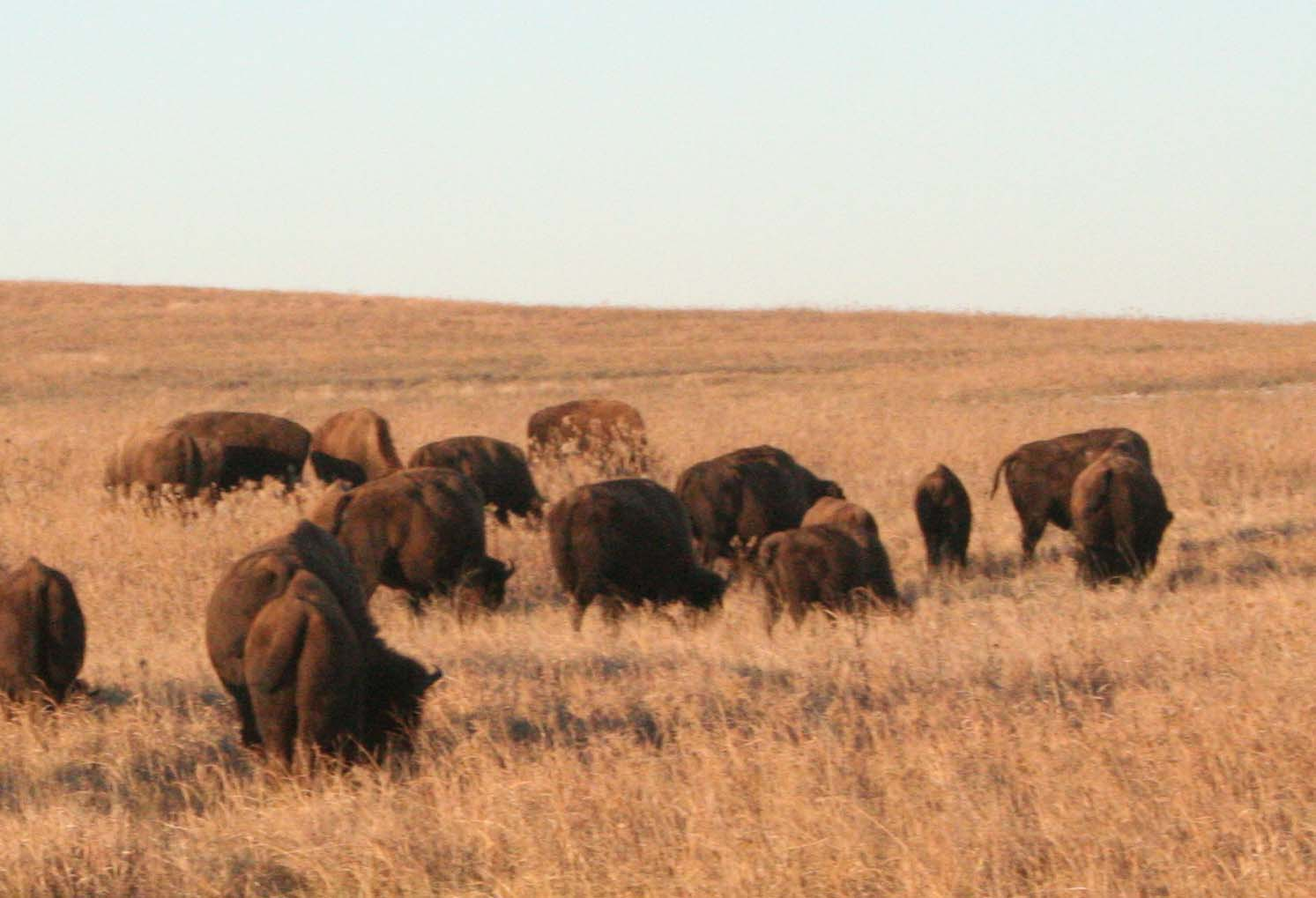
Bisons de la Tallgrass Prairie Nature Preserve, dans la prairie de l'Oklahoma.

Dans la région de l'ouest des Grandes Plaines et les Hautes Plaines, les précipitations dépendent de la longitude et de la latitude mais elles sont relativement faibles à cause de la situation d'abri derrière les montagnes Rocheuses. Elles sont partout comprises entre 400 et 1 000 mm par an. Les hivers sont froids et relativement longs ; ils se rafraîchissent en allant vers le nord et en montant en altitude. La région est soumise aux coulées d'air polaire continental venues du nord. Les étés sont chauds et orageux, ce qui entraîne d'importants incendies qui participent à l'équilibre écologique de la région. L'effet de foehn provoque un vent chaud et sec (le chinook) qui descend des montagnes Rocheuses et se dirige vers l'est.

###### Montagnes RocheusesetSierra Nevada

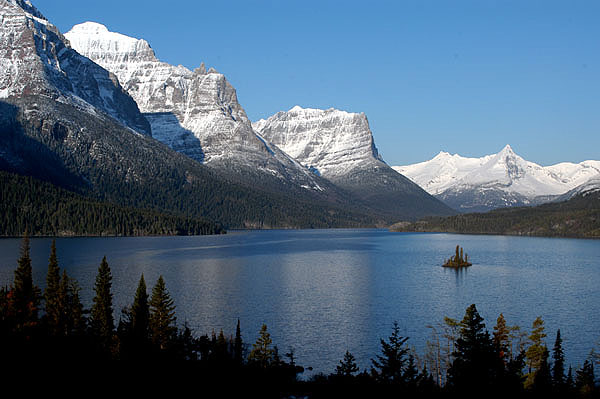
Parc national de Glacier, au nord des Montagnes Rocheuses.

D'une manière générale, le climat des montagnes possède les caractéristiques des régions basses voisines, dégradées par l'altitude. Généralement, les précipitations augmentent avec l'altitude, alors que les températures diminuent. Par exemple, à El Paso dans l'est du Texas, le maximum des précipitations a lieu en été, caractéristique que l'on retrouve à l'est dans le domaine subtropical. Les hivers sont froids, parfois neigeux, à cause de l'altitude.
Les Montagnes Rocheuses connaissent un climat montagnard altéré par la continentalité et la sécheresse : dans la partie nord, les étés sont tempérés et les hivers sont marqués avec des précipitations neigeuses ; les amplitudes thermiques sont assez grandes. Les sols y sont très variés et dépendant du climat, de la végétation, de la nature de la roche mère et de la pente.

###### Entre les Montagnes Rocheuses et la Sierra Nevada

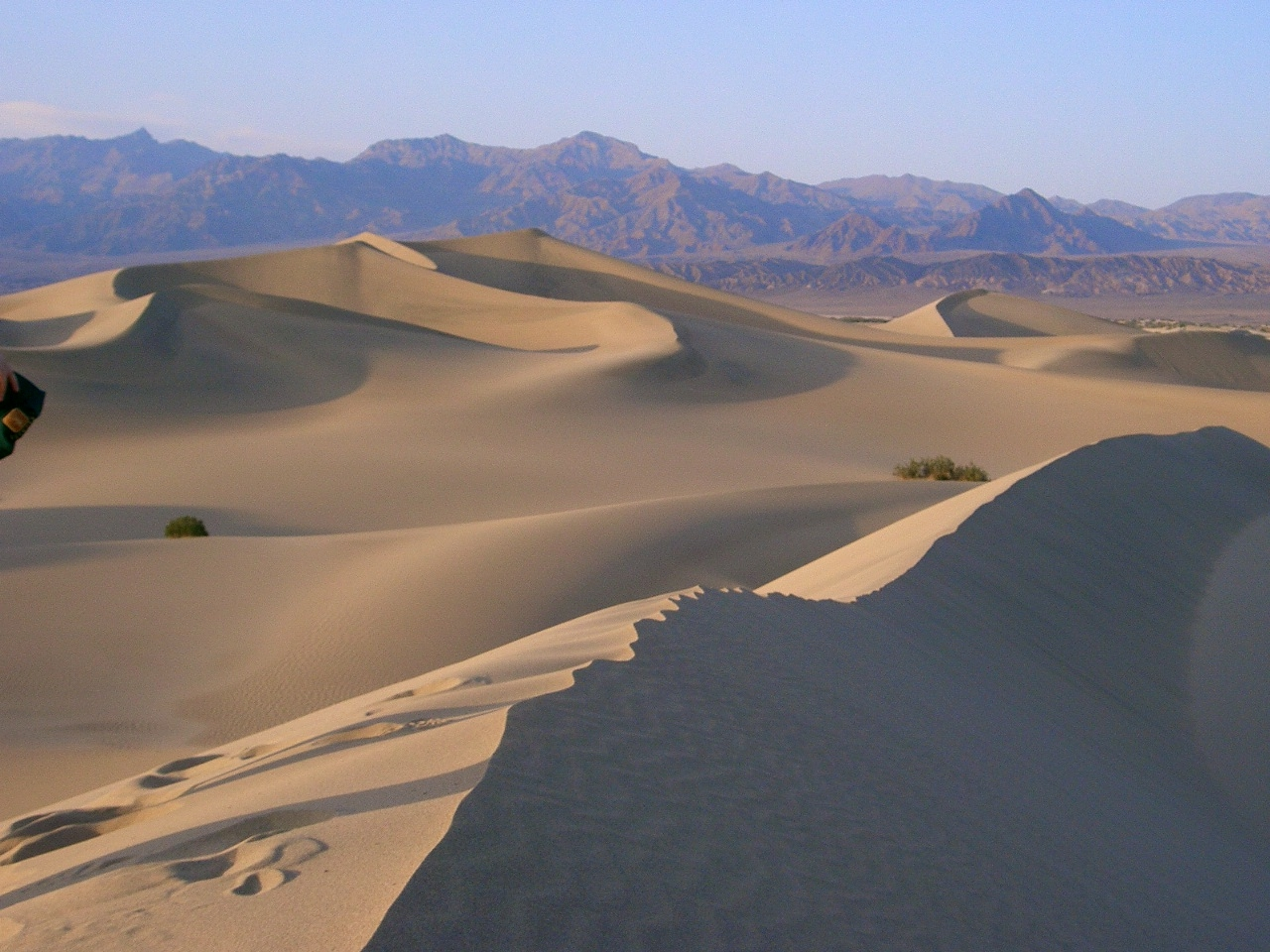
Vallée de la Mort, Désert des Mojaves (Californie).

L'Ouest américain est un espace de fortes contraintes climatiques dont la principale est l'aridité. Cette dernière concerne les plateaux situés entre les Montagnes Rocheuses et les chaînes du Pacifique (Sierra Nevada, chaînes côtières du Pacifique et chaîne des Cascades). Ces régions sont des zones désertiques ou semi-désertiques liées à leur position d'abri.
Régions sèches et chaudes

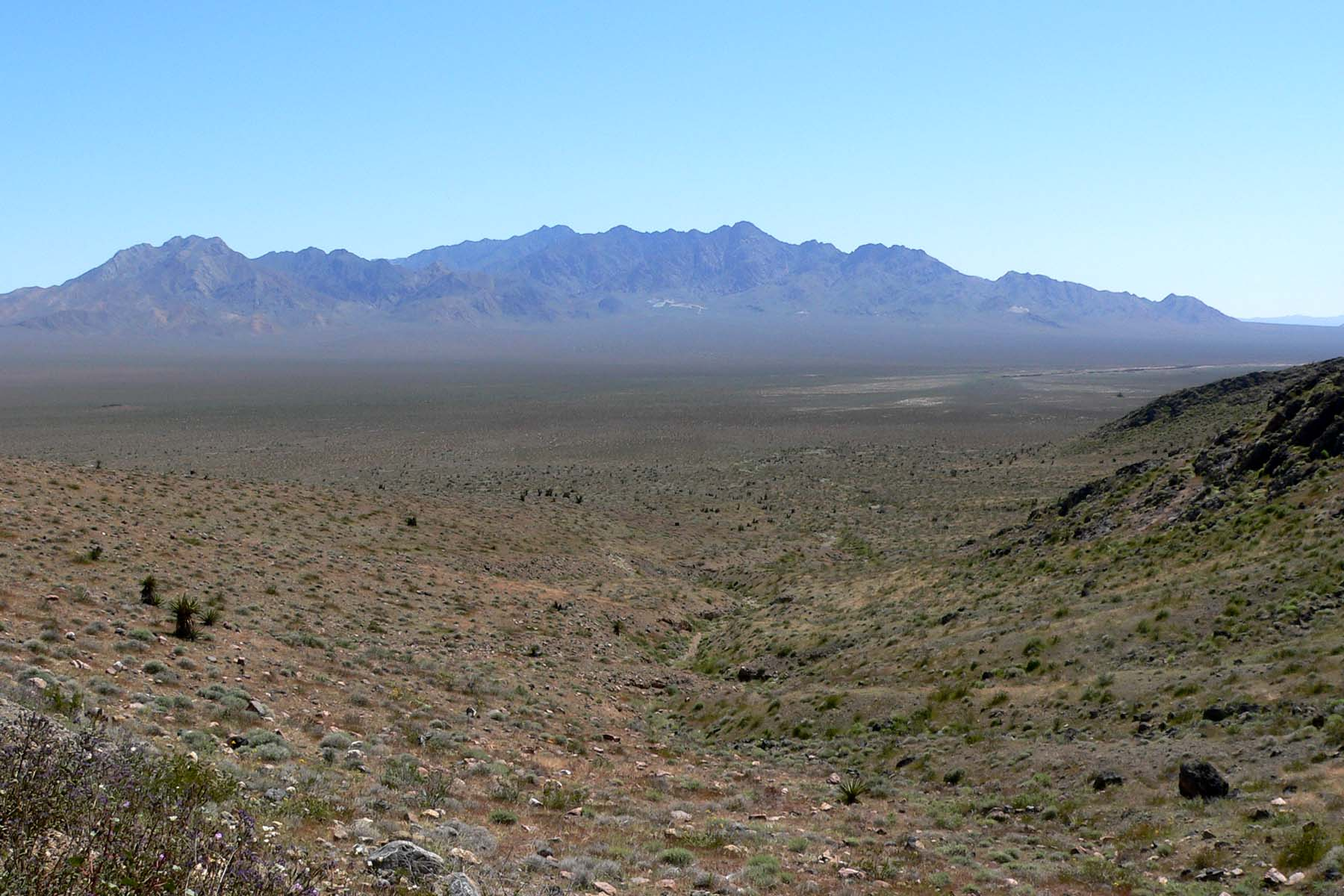
Désert des Mojaves.

Elles se répartissent en deux groupes : les régions vraiment désertiques d'une part (Bwh dans la classification de Köppen ou climat de type syrien), c'est-à-dire le sud-est de la Californie, le sud du Nevada et l'Arizona ; les régions semi-arides, (Bsh) restreintes aux marges des déserts et aux zones situées en altitude (hauts plateaux et montagnes).
Ces régions sont à la fois des déserts zonaux puisqu'ils sont situés à la même latitude que les déserts du Sahara et de Syrie (entre 31 et 38°N), mais aussi des déserts d'abri. Les précipitations annuelles sont irrégulières et inférieures à 250 mm car les influences océaniques sont bloquées par la Sierra Nevada et les chaînes du Grand Bassin. Ce climat est donc une dégradation du climat méditerranéen qui règne sur la côte du Pacifique. L'effet de fœhn renforce l'aridité et la chaleur de l'air. Le désert des Mojaves est l'une des régions les plus arides : sa fameuse vallée de la Mort (Californie) constitue le point le plus chaud des États-Unis et l'un des plus secs (moins de 60 mm de pluie par an).
Régions sèches à hiver froid
Dans les autres régions du centre-ouest des États-Unis, les chaînes montagneuses jouent encore le rôle de barrière aux influences océaniques, mais la situation plus au nord, conjuguée à l'altitude, rafraîchissent la température moyenne annuelle (11 °C à Salt Lake City contre 22,5 °C à Phoenix (Arizona)). Le gel hivernal n'est pas rare. La classification de Köppen distingue deux nuances : Bwk (désertique ou de type aralien-tibétain lorsque les précipitations annuelles sont inférieures à 250 mm) et Bsk (semi-désertique à hivers froids et à étés chauds comme le désert du Grand Lac Salé ou de type Atlas).

###### Côte pacifique de Californie
L'Ouest de la Californie est la seule région des États-Unis en climat méditerranéen (Csa et Csb dans la classification de Köppen). Celui-ci résulte de l'influence des masses d'air tempérées humides en hiver et tropicales sèches en été. Il correspond à une transition entre le climat tropical sec du Mexique et le climat océanique de la côte nord. Les hivers sont tièdes (plus de 11 °C) et arrosés ; les été sont tièdes (San Francisco) à relativement chauds (Los Angeles), et surtout secs, ce qui favorise les incendies en cette saison (région de Los Angeles). La répartition des pluies est très irrégulière. Le total annuel des précipitations est inférieur à 500 mm. L'amplitude thermique est faible (moins de 10 °C). Le climat de la Californie se distingue de celui du bassin méditerranéen par la présence de l'océan Pacifique et du courant marin froid de Californie qui provoque des brouillards côtiers qui rafraîchissent les températures en été.

###### Côte Nord-ouest (Californie, Oregon, Washington, Alaska)

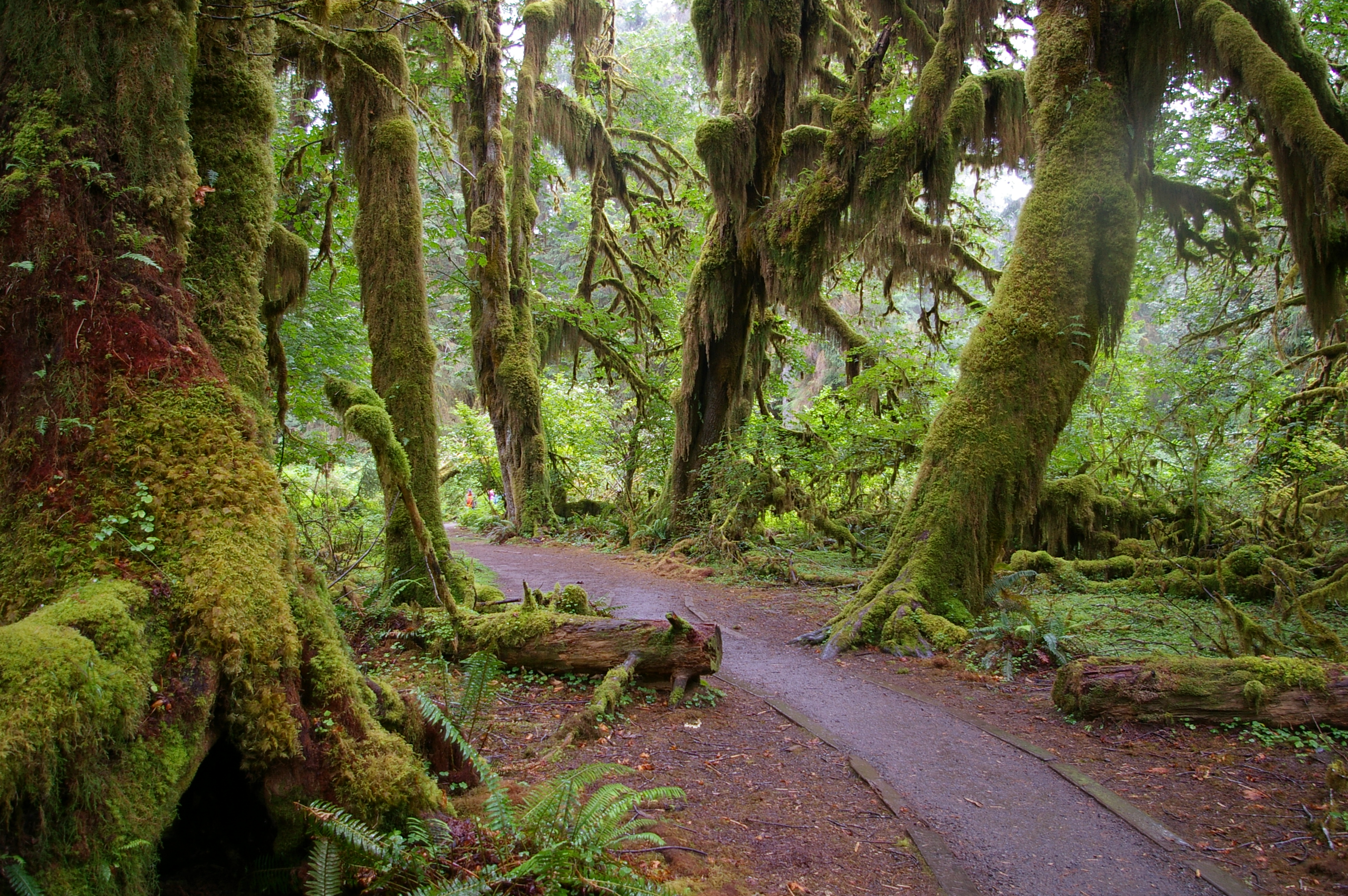
Forêt humide du parc national d'Olympic, Washington.

La frange littorale du nord-ouest des États-Unis connaît un climat océanique avec des nuances en fonction de la latitude, comparable à ceux du nord-ouest de l'Europe. Les précipitations abondantes (généralement plus de 800 mm/an) et régulières viennent dans un flux d'ouest par l'océan Pacifique. Elles sont liées à la présence du courant de l'Alaska. L'amplitude annuelle des températures est typiquement faible, la proximité de l'océan jouant le rôle de régulateur thermique.
Les hivers sont relativement doux (il ne gèle pas sur la côte) et humides. Les étés sont frais et faiblement pluvieux.
On peut distinguer plusieurs nuances :
- un climat océanique hyperhumide sur la côte et dans les montagnes du littoral, domaine des grands conifères à croissance rapide (tsuga, épicéa, sapin de Douglas, pin tordu, etc.) et des grands mammifères (cerf, daim, puma, ours noir)[23]. Les aiguilles des conifères géants sont capables de capter les gouttelettes en suspension.
- un climat océanique dégradé à quelques centaines de kilomètres des côtes
- un climat océanique plus froid en Alaska, domaine de la forêt mixte et des civilisations amérindiennes du bois)[23].

##### Alaska: climats froids

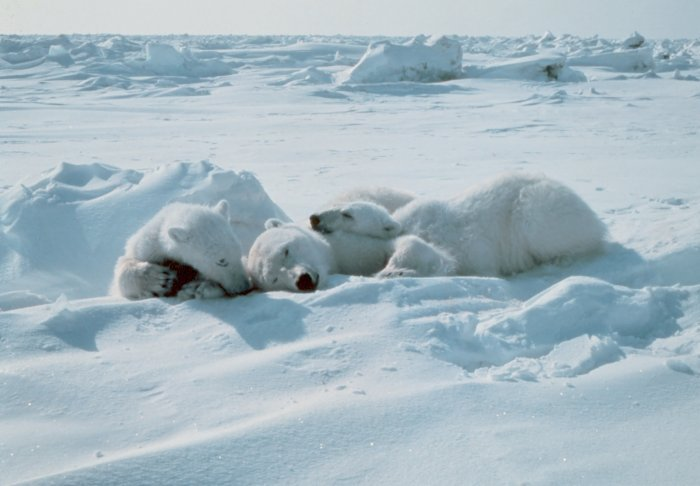
Ours polaires au nord de l'Alaska.

D'une manière générale, le climat alaskien est marqué par un hiver glacial et long. L'écrivain Jack London a écrit que l'Alaska était « le pays où le whisky gèle et peut servir de presse-papiers durant une bonne partie de l'année. » Sur ce territoire, les climats varient en fonction de la latitude, de l'altitude, de l'éloignement par rapport à l'océan Pacifique ou de la disposition des reliefs.
À l'intérieur de l'Alaska, le climat est continental et ressemble à celui de la Sibérie (Dfc dans la classification de Köppen). L'amplitude thermique est importante et les précipitations annuelles sont faibles (moins de 300 mm), ce qui s'explique par la position d'abri à l'intérieur des terres. L'arrivée du printemps et de l'automne se fait brutalement. L'été est frais et ne dure que quelques mois. L'hiver est long et rigoureux, mais beaucoup plus neigeux que sur la côte par exemple à Anchorage.

##### Hawaï
Hawaï se trouve dans la zone intertropicale et possède donc un climat tropical. Cependant, les températures et les précipitations de l'archipel sont moins élevés que dans d'autres régions de cette zone en raison de la permanence des alizés. Les situations d'abri peuvent produire des micro-climats aux caractéristiques particulières. Il existe également un régime de brise de mer le jour et de terre la nuit. La neige peut tomber au sommet des volcans, comme le Mauna Kea qui culmine à quelque 4 200 mètres d'altitude.
Le Mont Waialeale s'élevant à 1 569 mètres sur l'île de Kauaʻi, possède une pluviométrie moyenne de 11 680 mm sur les 32 dernières années et un record à 17 340 mm en 1982, ce qui en fait l'un des endroits les plus arrosés de la planète.

### Biodiversité

#### Politiques environnementales aux États-Unis
Les premiers parcs nationaux du monde ont été instaurés, avec le parc du Yellowstone en 1872. Le pays compte aujourd’hui 57 parcs nationaux.
Depuis 1970, l’Agence de protection de l’environnement (Environmental Protection Agency) est le principal organe de ces politiques (voir le site web, en anglais). L'administration Bush refuse de ratifier Protocole de Kyoto. Cependant le gouvernement fédéral a lancé le Clear Skies and Global Climate Change, du 14 février 2002, qui développe une approche graduelle, à moyen ou long terme, face à l’effet de serre. Le 28 juillet 2005, le gouvernement des États-Unis a signé un accord avec cinq pays d'Asie-Pacifique (Australie, Inde, Japon, Chine et Corée du Sud) visant à développer de nouvelles technologies pour lutter contre l'émission des gaz à effet de serre.
Le 29 juillet 2005 a été votée la loi de réforme sur le secteur énergétique. Elle prévoit :
- de réduire la dépendance énergétique des États-Unis
- d'augmenter les sources d'énergie renouvelable
- d'encourager l'utilisation des biocarburants
- l'extension de la période de l'heure d'été, du deuxième dimanche de mars au premier dimanche de novembre.
- d'améliorer le secteur nucléaire
- de moderniser les usines thermiques au charbon et le réseau électrique

Ces dispositions devraient coûter plus de 11 milliards de dollars. (Source : Le Figaro)

##### Exemples à l’échelle des États

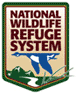
National Wildlife Refuge System.

Les décisions pour réduire les émissions de CO2 sont prises par les États fédérés : en 2005, 18 de ces États obligeaient les producteurs d’électricité à utiliser en partie des sources d’énergie renouvelables. 130 villes des États-Unis ont décidé de respecter les principes du protocole de Kyoto en réduisant leurs émissions de gaz à effet de serre (source : Libération, 9 juin 2005, page 13).
En Californie, en 2005, le gouverneur républicain Arnold Schwarzenegger proposait que le budget de l'État de Californie finance à hauteur de 6,5 millions de dollars la construction de stations pour les véhicules roulant à l'hydrogène.
Grâce à son bon ensoleillement, la Californie développe l’énergie solaire : l’État abrite des collecteurs cylindro-paraboliques dont la puissance atteint 80 MW, la plus grande centrale à tour comme Solar one puis Solar 2 ne dépasse pas 10 MW.
Un projet de loi oblige les promoteurs immobiliers à installer un système d’énergie solaire sur 15 % des nouvelles maisons construites en Californie à partir de 2006. Le projet de loi prévoit que, d’ici à 2010, 55 % des maisons seront équipées en panneaux solaires. Le gouverneur Arnold Schwarzenegger avait fait campagne pour inciter à installer des systèmes solaires dans la moitié des maisons de l’état à partir de 2005.
La Californie est l’État où l’énergie éolienne est la plus développée avec une capacité de production de plus de 2 040 MW installés en 2004, loin devant le Texas (1 293 MW) (Source). La principale région de production se trouve au nord de l'État, à l'est de San Francisco.

## Risques naturels
Les principales catastrophes climatiques depuis 1988 :

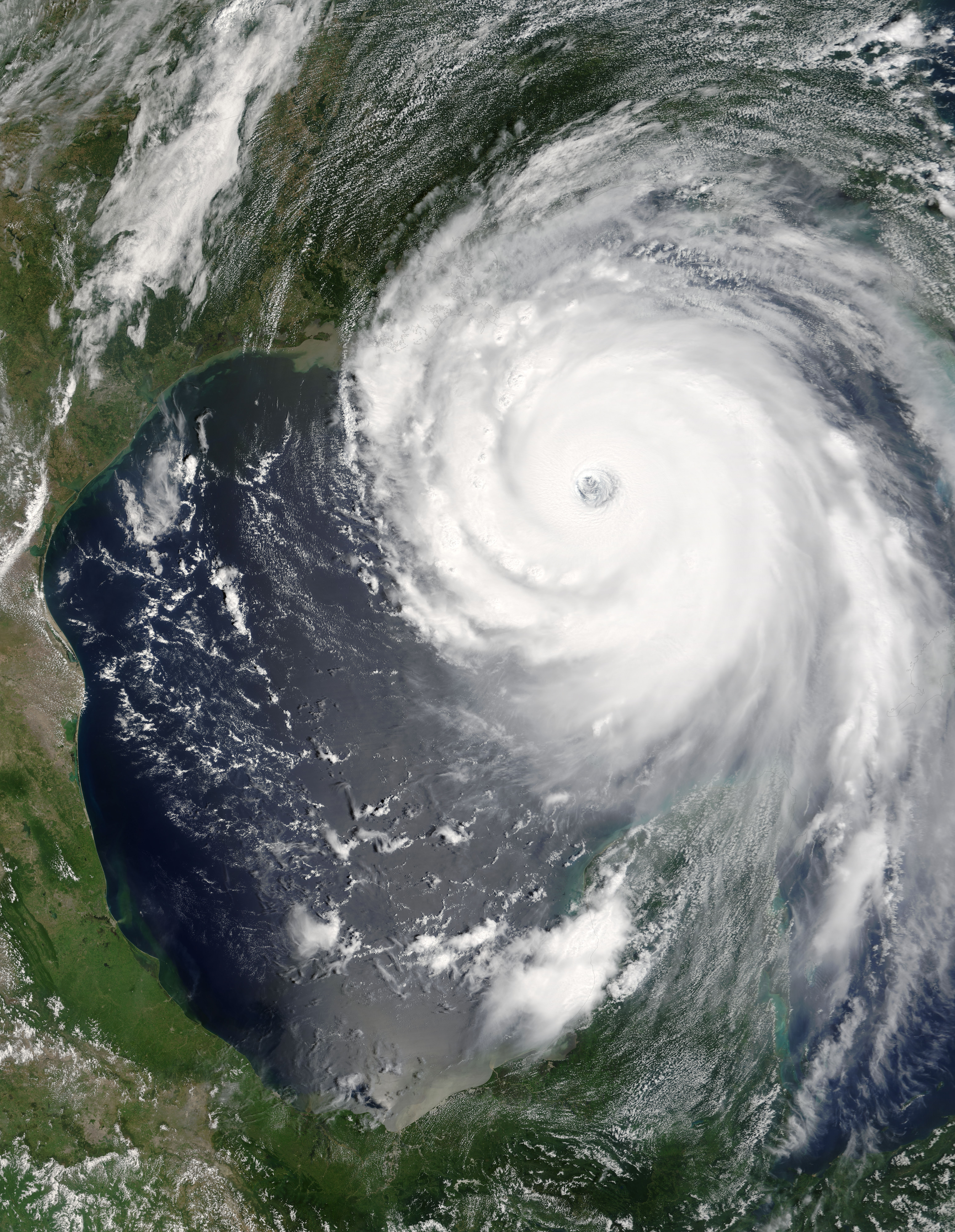
Image satellite de l'ouragan Katrina en 2005.

| Type de catastrophe | Régions touchées | Année | Nombre de morts | Coût économique (milliards de $) |
| ------------------- | ---------------- | ----- | --------------- | -------------------------------- |
| Ouragan Katrina     | Sud-Est          | 2005  | 1833            | 125                              |
| Tornades            | Midwest          | 2004  | 51              | 3,4                              |
| Sécheresse canicule | Centre et Est    | 1988  | 5000 /10000     | 40                               |
| Inondations         | Midwest          | 1993  | 48              | 21                               |
| Blizzard            | Est              | 1993  | 270             | 6                                |

### Volcanisme

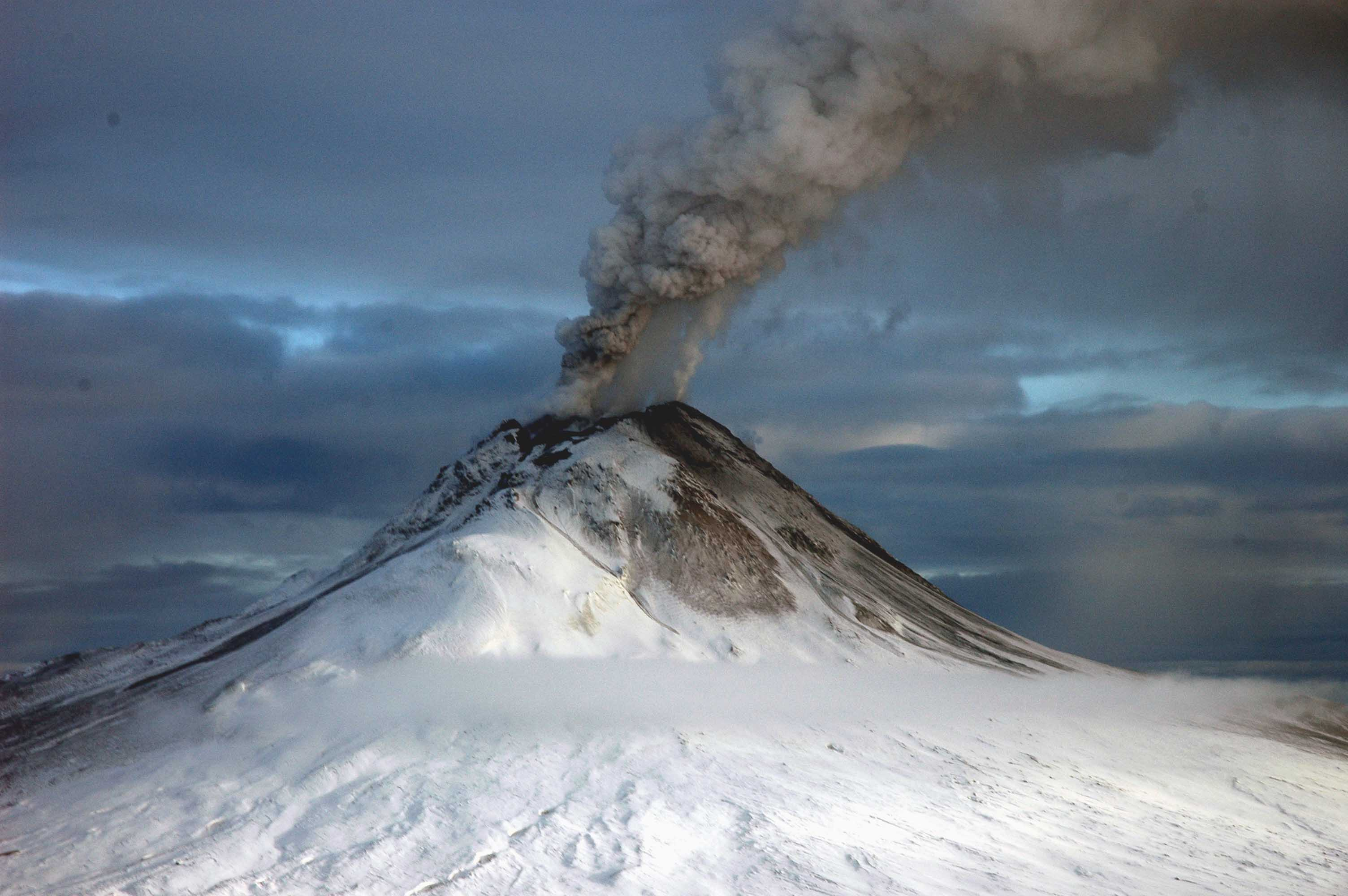
Mont Augustine, Alaska

La plupart des volcans américains se concentrent à l'ouest du pays :
- L'arc volcanique des Cascades, situé au nord-ouest (États de Washington, Oregon, Californie) résulte de la subduction de la plaque Juan de Fuca sous la plaque nord-américaine. Il compte une vingtaine de volcans gris actifs, dont les plus élevés sont le mont Rainier (4 392 mètres) et le mont Shasta (4 317 mètres). L'éruption de 1980 du mont Saint Helens fut la plus importante jamais enregistrée aux États-Unis hors Alaska. Elle avait fait 57 morts[25].

Autres volcans :
- Cratère Sunset en Arizona (endormi, 2 447 mètres)

- Les principaux volcans de l'Alaska se trouvent dans les îles Aléoutiennes dont l'arc volcanique compte une cinquantaine de volcans.
- Le volcanisme à Hawaï : Hawaï est l’un des points chauds les plus étudiés par les géologues. Les points culminants de l'archipel sont le Mauna Kea (4 205 mètres et 10 230 mètres en hauteur absolue) et le Mauna Loa (4 171 mètres).
- On trouve aussi des phénomènes volcaniques (geysers, fumeroles) dans le parc du Yellowstone et des traces d'activité dans le Nouveau-Mexique (Valles Caldeira).

### Séismes

#### Liste des séismes notables
| Lieu du séisme    | État       | Année | Magnitude | Nombre de morts |
| ----------------- | ---------- | ----- | --------- | --------------- |
| San Francisco     | Californie | 1906  | 8,2       | 3000            |
| Alaska            | Alaska     | 1964  | 9,2       | 115             |
| Loma Prieta       | Californie | 1989  | 6,9       | 67              |
| Yellowstone       | Montana    | 1959  | 7,5       | 28              |
| Comté de Kern     | Californie | 1952  | 7,3       | 12              |
| Northridge        | Californie | 1994  | 6,7       | 72              |
| îles aléoutiennes | Alaska     | 1946  | 7,8       | 165             |
| Andreanof         | Alaska     | 1957  | 8,6       | 0               |

Les séismes tectoniques ont lieu à l'Ouest du pays ainsi qu'en Alaska. La faille de San Andreas en Californie est l'une des failles transformantes les plus actives du globe. Et plutôt que de parler que d'une faille, il serait plus correct de parler d'un système de failles qui s'étend sur environ 1 300 km de long et 140 km de large et se divise en de multiples segments de failles. Chaque année, ce système de failles produit 200 séismes dont l'intensité peut être ressenti par l'Homme.
Des tremblements de terre sont également nombreux dans la péninsule d'Alaska, dans les îles Aléoutiennes, ou mesurés dans la région du Yellowstone et dans l'archipel d'Hawaï.

## Géographie humaine

### Répartition spatiale des populations

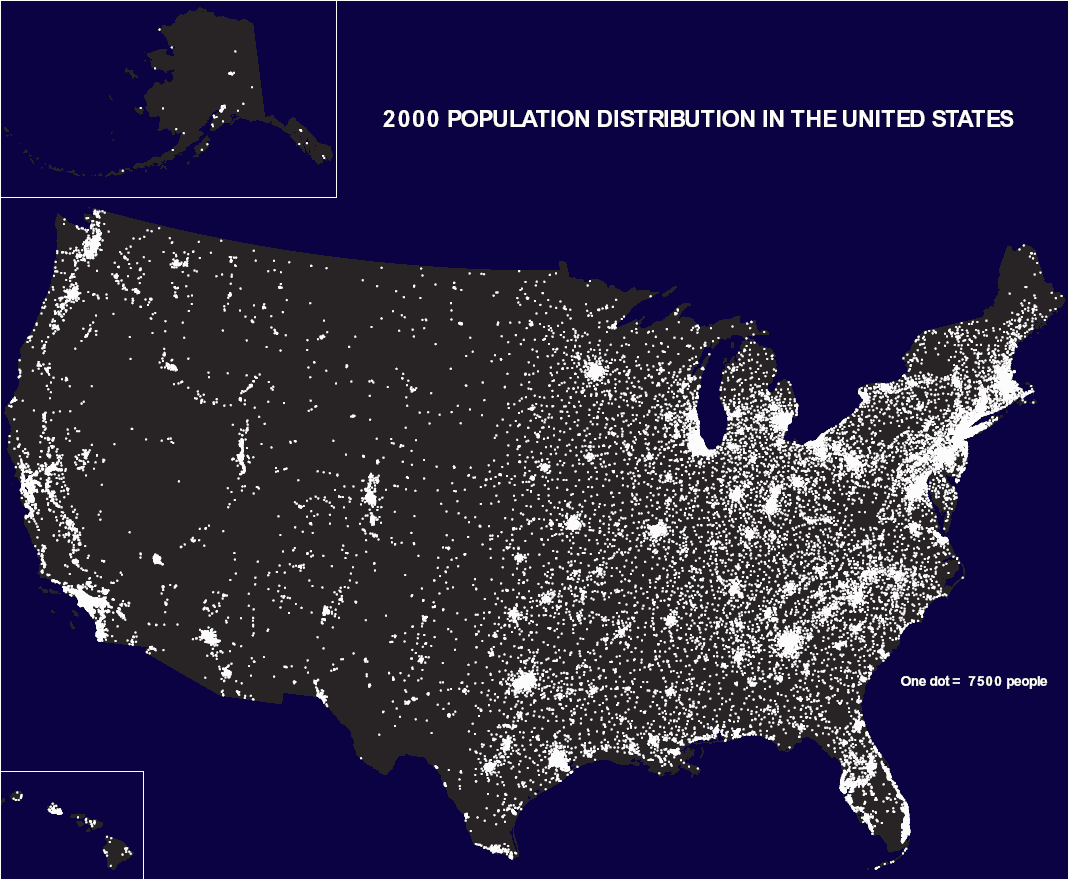
Répartition de la population américaine en 2000.

La majeure partie de la population américaine se concentre sur les côtes, y compris celles des Grands Lacs : les plus grandes villes s’y trouvent (New York sur la côte atlantique, Los Angeles et San Francisco sur le Pacifique, Chicago sur le lac Michigan). On retrouve un gradient est/ouest jusqu’aux Rocheuses. Il y a de très fortes densités humaines sur la côte atlantique (BosWash), puis des densités de plus en plus faibles à mesure que l’on s’avance vers l’ouest. Les Montagnes Rocheuses sont faiblement peuplées, si l’on excepte quelques lieux isolés comme les aires urbaines de Denver, Las Vegas, Salt Lake City, et Phoenix. Enfin, les densités augmentent en Californie, dans les vallées et sur la côte de l’océan Pacifique.

Carte des principales aires urbaines.

La hiérarchie des aires urbaines aux États-Unis est dominée par New York et Los Angeles qui se trouvent dans des mégalopoles. On trouve ensuite 41 villes de plus d'un million d'habitants.
Le dynamisme démographique des villes américaines est très inégal :
- Les agglomérations de la Sun Belt ont en général une croissance moyenne ou forte. Entre 1970 et 2000, Las Vegas dans le Nevada a vu sa population augmenter de 88 %. Le solde positif s'explique par l'immigration (retraités américains, ingénieurs, investisseurs, immigrants hispaniques).
- Au contraire, les villes du nord-est et des Grands Lacs connaissent une crise démographique plus ou moins profonde : la ville de Cleveland a perdu des dizaines de milliers d'habitants depuis les années 1970.
- Voir aussi la liste des villes les plus peuplées des États-Unis et la liste des villes les plus peuplées des États-Unis

### Transports
| Rang | Port                  | État                  | Localisation      | EVP       |
| ---- | --------------------- | --------------------- | ----------------- | --------- |
| 1    | Los Angeles           | Californie            | Façade pacifique  | 6 748 995 |
| 2    | Long Beach            | Californie            | Façade pacifique  | 5 067 597 |
| 3    | New York - New Jersey | New York - New Jersey | Façade atlantique | 4 561 527 |
| 4    | Savannah              | Géorgie               | Façade atlantique | 2 356 512 |
| 5    | Oakland               | Californie            | Façade pacifique  | 2 050 030 |
| 6    | Houston               | Texas                 | Golfe du Mexique  | 1 797 198 |
| 7    | Hampton Roads         | Virginie              | Façade atlantique | 1 745 228 |
| 8    | San Juan              | Porto Rico            | Façade atlantique | 1 673 745 |
| 9    | Seattle               | Washington            | Façade pacifique  | 1 584 596 |
| 10   | Tacoma                | Washington            | Façade pacifique  | 1 545 853 |
| 11   | Charleston            | Caroline du Sud       | Façade atlantique | 1 181 353 |
| 12   | Honolulu              | Hawaï                 | Océan Pacifique   | 1 049 420 |
| 13   | Miami                 | Floride               | Façade atlantique | 807 069   |
| 14   | Port Everglades       | Floride               | Façade atlantique | 796 160   |
| 15   | Jacksonville          | Floride               | Façade atlantique | 753 647   |

### Aménagement du territoire
La maîtrise de cet immense territoire a toujours été un enjeu majeur pour les États-Unis.
Dès l'époque précolombienne, les Amérindiens ont cherché à aménager leur espace pour les besoins de l'agriculture et de la chasse. Les Anasazis ont ainsi construit des canaux d'irrigation pour le maïs, dans le Sud-Ouest. Les cultures mississippiennes ont défriché de nombreux secteurs du centre. Dans le Nord-Est, l'essartage des sous-bois a été utilisé pour accroître le nombre d'herbivores. Enfin, les Amérindiens des Grandes Plaines ont pratiqué l'écobuage bien avant l'arrivée des Européens.

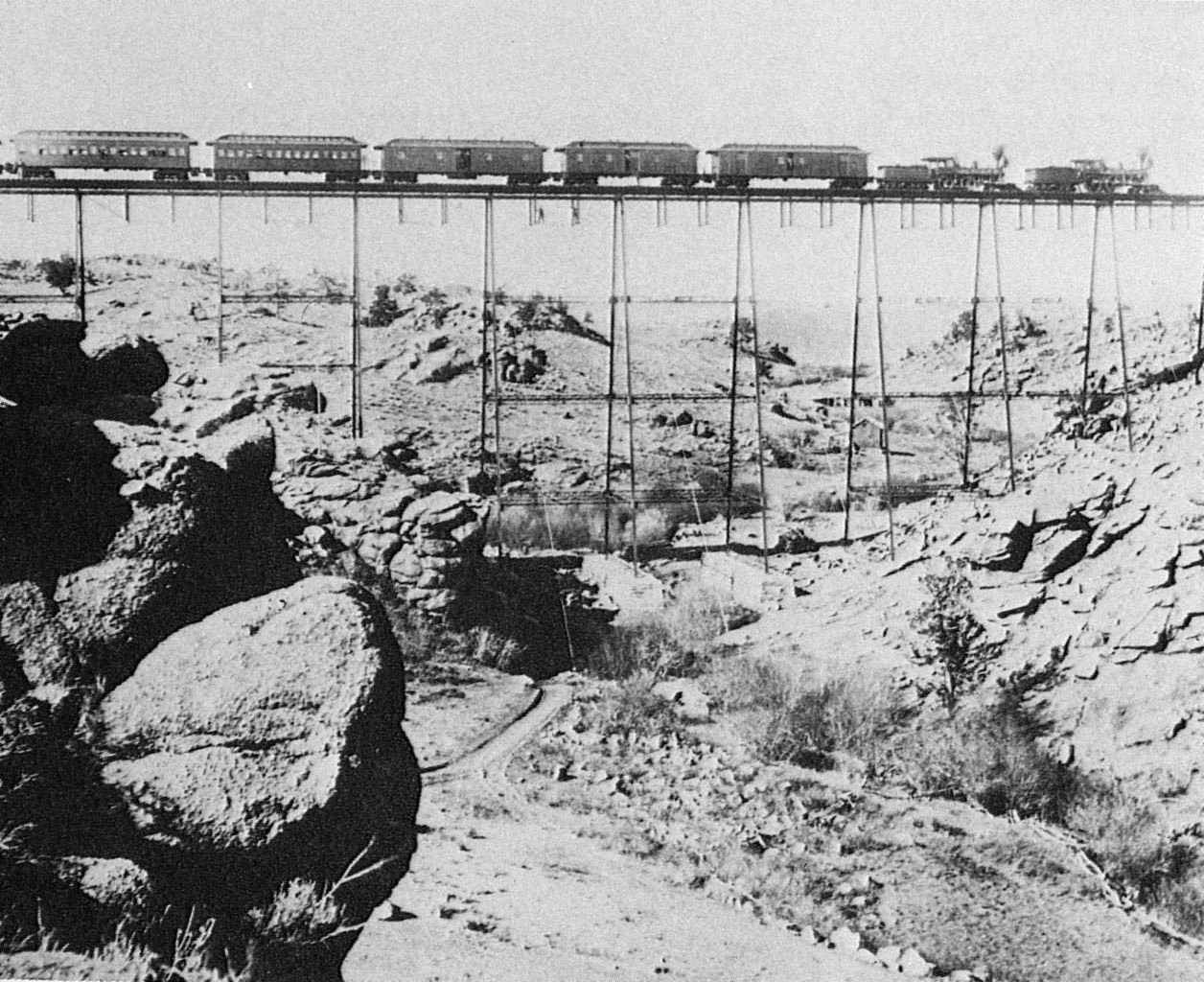
Chemin de fer, 1860.

Avec l'arrivée massive des Européens et la Révolution industrielle, les États-Unis se sont urbanisés et dotés d'infrastructures de production et de transport. Au XIXe siècle, la conquête de l'Ouest et le déplacement de « La Frontière » (Frontier en anglais) a été achevée grâce au premier chemin de fer transcontinental en 1869. Durant cette période, la colonisation et l'aménagement du Far West ont forgé un esprit pionnier qui explique en partie la mentalité américaine.
La densité du réseau de transport est aujourd'hui inégale selon les régions : elle est plus élevée à l'est du Mississippi. Les espaces peu peuplés de l'Ouest sont moins bien desservis. Avec plus de 80 000 km d'autoroutes, tout le pays est accessible rapidement au prix d'un effort technique et financier considérable. Le chemin de fer et les conduites transportent les matières premières et les pondéreux des lieux d'extraction aux zones de production. Aujourd'hui, les Américains parcourent leur pays grâce à l'avion, tant les distances sont grandes : sur les dix premiers aéroports pour le nombre de passagers, cinq sont américains. Le pays est ouvert sur l'extérieur par l'intermédiaire de ses trois interfaces maritimes, de ses ports et de ses fleuves. Les transports sont essentiels au développement de l'économie américaine.

## Découpage administratif

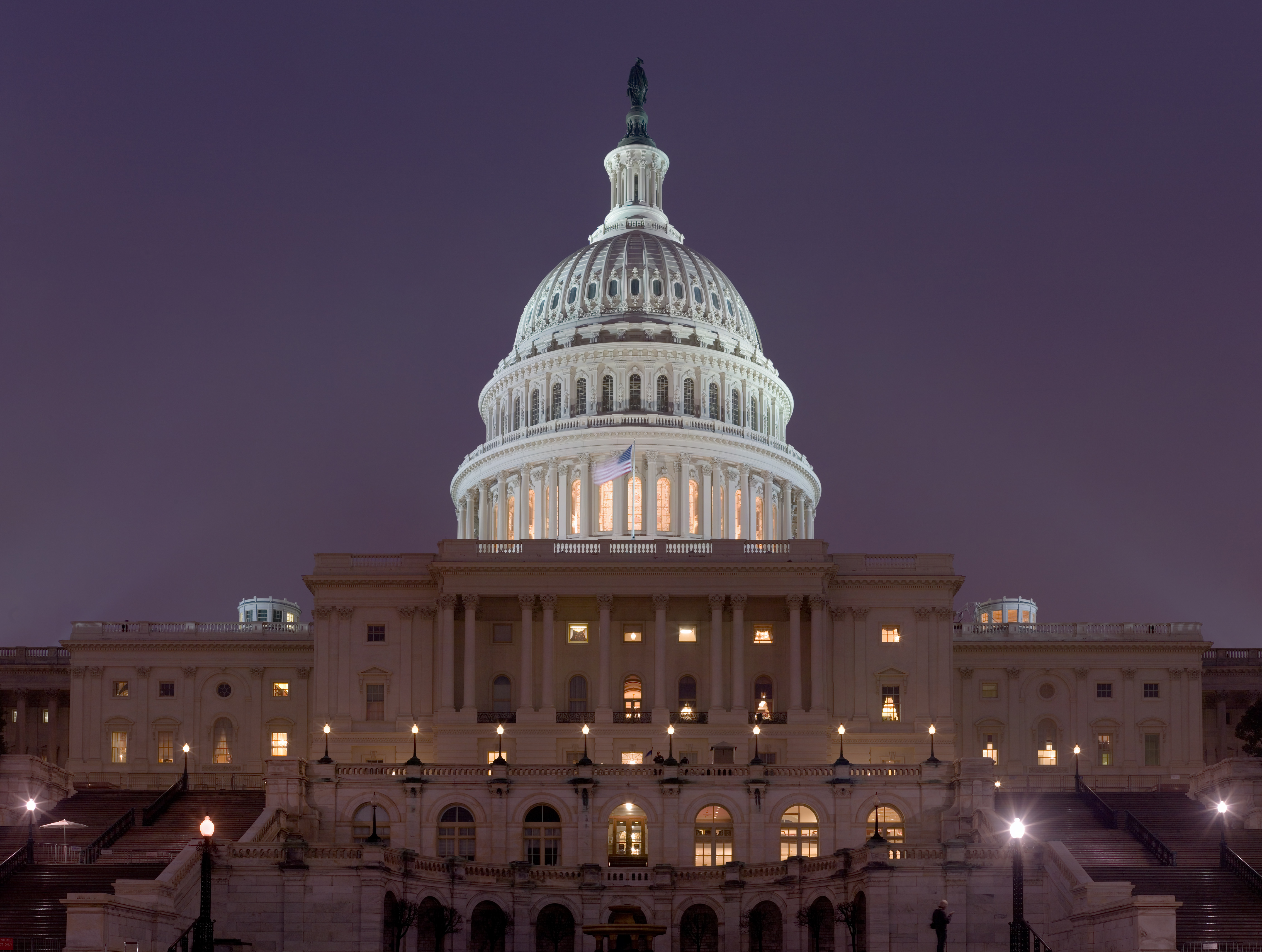
La capitale fédérale : Washington DC.

Répartis sur 50 États américains, les États-Unis sont le quatrième pays le plus vaste derrière la Russie, le Canada et la Chine. Depuis la fin du XVIIIe siècle, les États-Unis sont une République fédérale composée d'États fédérés aux pouvoirs étendus et d'un gouvernement central situé dans la capitale, Washington DC, qui a un statut spécial (district). Les territoires non-incorporés sont composés d'îles situées dans l'océan Pacifique et dans les Caraïbes de Porto Rico et des îles Vierges américaines. Les îles mineures éloignées des États-Unis (quasiment toutes dans le Pacifique) n'appliquent pas ou pas complètement la Constitution des États-Unis.
Le « cœur historique » du pays se trouve sur la côte orientale, au bord de l'océan Atlantique. À mesure que le territoire américain s'est étendu vers l'ouest, le nombre des États fédérés a augmenté progressivement pour former une Union à 50. Au niveau régional et local, les États fédérés sont subdivisés en comtés sauf en Louisiane (subdivisée en paroisses) et en Alaska (subdivisée en boroughs). Ils sont incomparables avec les régions françaises, car ils disposent de leurs propres ressources fiscales, de pouvoirs législatifs et exécutifs étendus. Les lois en vigueur sont par conséquent très variables d'un État à l'autre. De grandes différences de taille et de poids démographique rendent souvent difficile la comparaison entre les États : la Californie est 70 fois plus peuplée que le Montana. L'Alaska est 9 fois plus grand que la Floride.
| AL AK AZ AR CA CO CT DE DC FL GA HI ID IL IN IA KS KY LA ME MD MA MI MN MS MO MT NE NV NH NJ NM NY NC ND OH OK OR PA RI SC SD TN TX UT VT VA WA WV WI WY MP GU PR AS VI |

### Principales régions

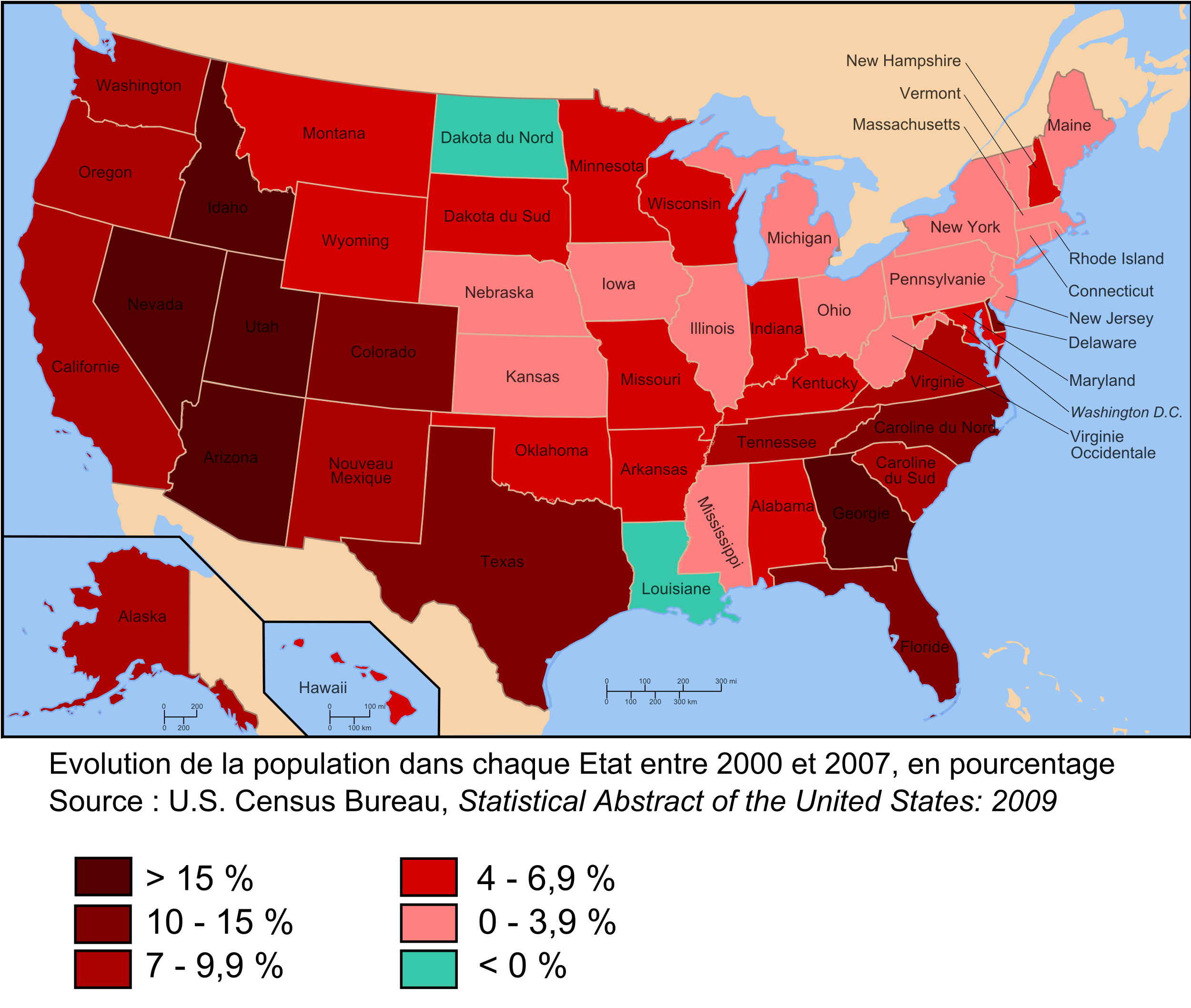
Évolution démographique par État (2000-2007) en %.

Découper un pays aussi vaste et divers que les États-Unis n'est pas une chose facile. Il faut tenir compte de multiples données et les croiser pour obtenir un résultat satisfaisant, sans oublier que les ensembles régionaux sont aussi des espaces vécus. Les critères de découpage sont multiples : en tenant compte du cadre naturel, on distingue plusieurs bandes méridiennes (Plaines, côtières, Appalaches, Grandes Plaines, cordillères occidentales) ou un gradient climatique déterminé par la continentalité du pays. Les Américains séparent eux-mêmes leur territoire selon les fuseaux horaires ou encore la ceintures régionales (Belts en anglais). Les critères culturels voire politiques permettent d'identifier des régions au caractère bien affirmé : le Texas conservateur, le Sud colonial, la Nouvelle-Angleterre rendent compte de la diversité américaine. D'un point de vue économique et démographique, on distingue le Nord-Est (ancien, dense), la Sun Belt (dynamique, attractive) et l'intérieur en « périphérie » (peu peuplé, « naturel »).
L’immense territoire américain connaît des mutations : le Nord-Est est concurrencé par d’autres ensembles régionaux dynamiques. Les États du Sud et de l’Ouest ensoleillés (Sun Belt) attirent de plus en plus population et capitaux. La mondialisation entraîne des transformations rapides.

#### Le Nord-Est

##### Démographie

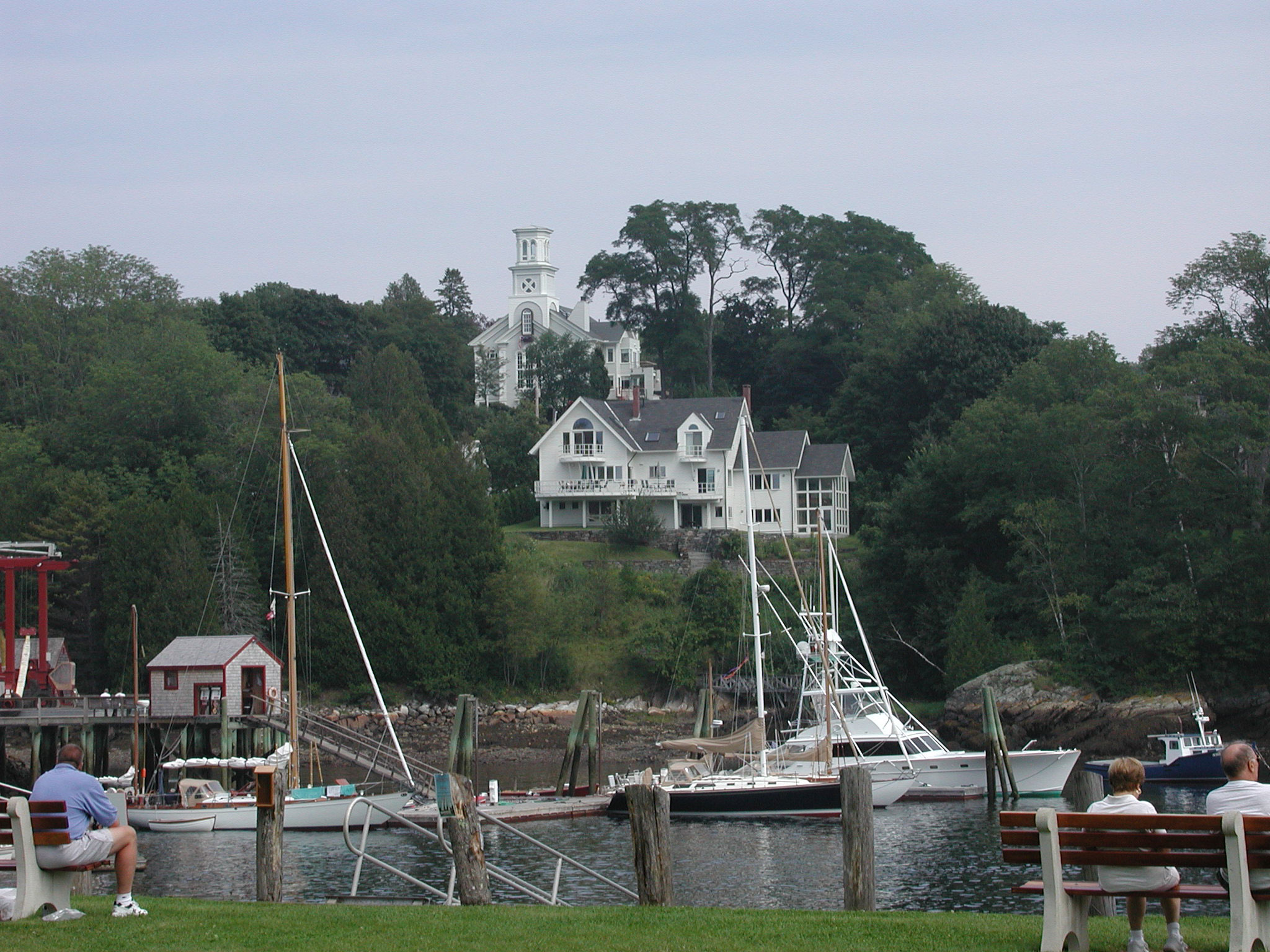
Un exemple d'espace peu dense dévolu aux activités récréatives : Rockport, Maine.

Les densités sont supérieures à la moyenne nationale. La population se concentre dans la mégalopole du BosWash et au sud des Grands Lacs. Les montagnes et le Maine sont davantage marqués par la ruralité. La région accueille des migrants européens depuis le XIXe siècle. Aujourd'hui, l'immigration est diverse et provient en grande partie d’Amérique centrale ou du Sud. Une partie de la population est partie s'installer dans la Sun Belt. Le Nord-Est est la région la plus urbanisée du pays : le réseau des villes est dense, en particulier dans la mégalopole. Les espaces périurbains sont fortement polarisés par les grands centres urbains. Ils constituent un lieu d’extension des banlieues, offrent des possibilités de loisirs et fournissent des productions agricoles (lait, légumes, fruits) aux citadins. La crise a fait perdre des habitants à certaines métropoles (Philadelphie, Pittsburgh, Cleveland, Détroit, Milwaukee). Néanmoins on observe depuis quelques années une renaissance des centres-villes (réhabilitation urbaine, rénovation, nouveaux gratte-ciels…) et une reconversion industrielle

##### Économie

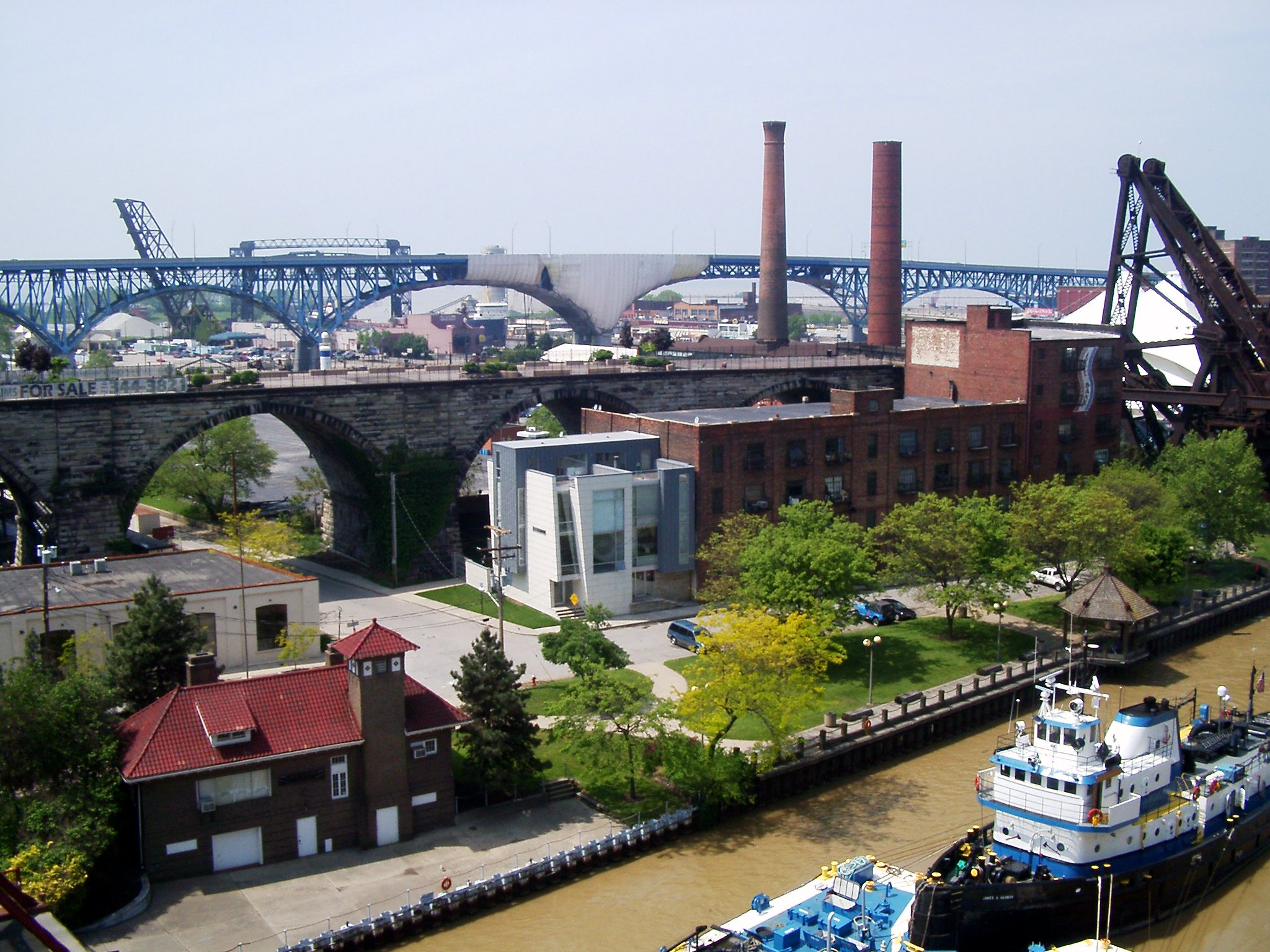
Cleveland, ancien centre industriel et carrefour de voies de communication.

Le Nord-Est est le berceau historique du pays : dès le XIXe siècle, la région des Grands Lacs et de la côte nord de l'Atlantique ont connu une formidable concentration d’hommes, de capitaux et d'industries. Les liens avec l'Europe étaient alors prépondérants : les États-Unis exportaient des matières premières et des produits manufacturés ; ils accueillaient les immigrants par centaines de milliers. La métallurgie, la sidérurgie et le textile se sont alors développés rapidement, permettant de hisser le pays au rang des puissances mondiales.
Après la Seconde Guerre mondiale, le Nord-Est a dû faire face à la concurrence des états du sud, en particulier de la Californie. Dans les années 1960-1970, la Manufacturing Belt (« ceinture des usines ») a connu une crise de ses activités traditionnelles (sidérurgie, textile), et fut surnommée « Rust Belt » (« ceinture de la rouille »). Les entreprises ont fermé les sites de production les moins rentables et les ont délocalisés. Face à la concurrence internationale, la sidérurgie s’est modernisée et a réalisé d’importants gains de productivité. Le secteur automobile garde aussi une grande importance dans le Nord-Est : les centres de production et les sièges sociaux se concentrent autour des Grands Lacs.
La revitalisation industrielle passe aujourd’hui par l’implantation d’industries de haute technologie. Les technopôles développent les industries de pointe (électronique, informatique, biotechnologies), en relation avec les PME et les universités locales.

##### Un centre intégré de la mondialisation

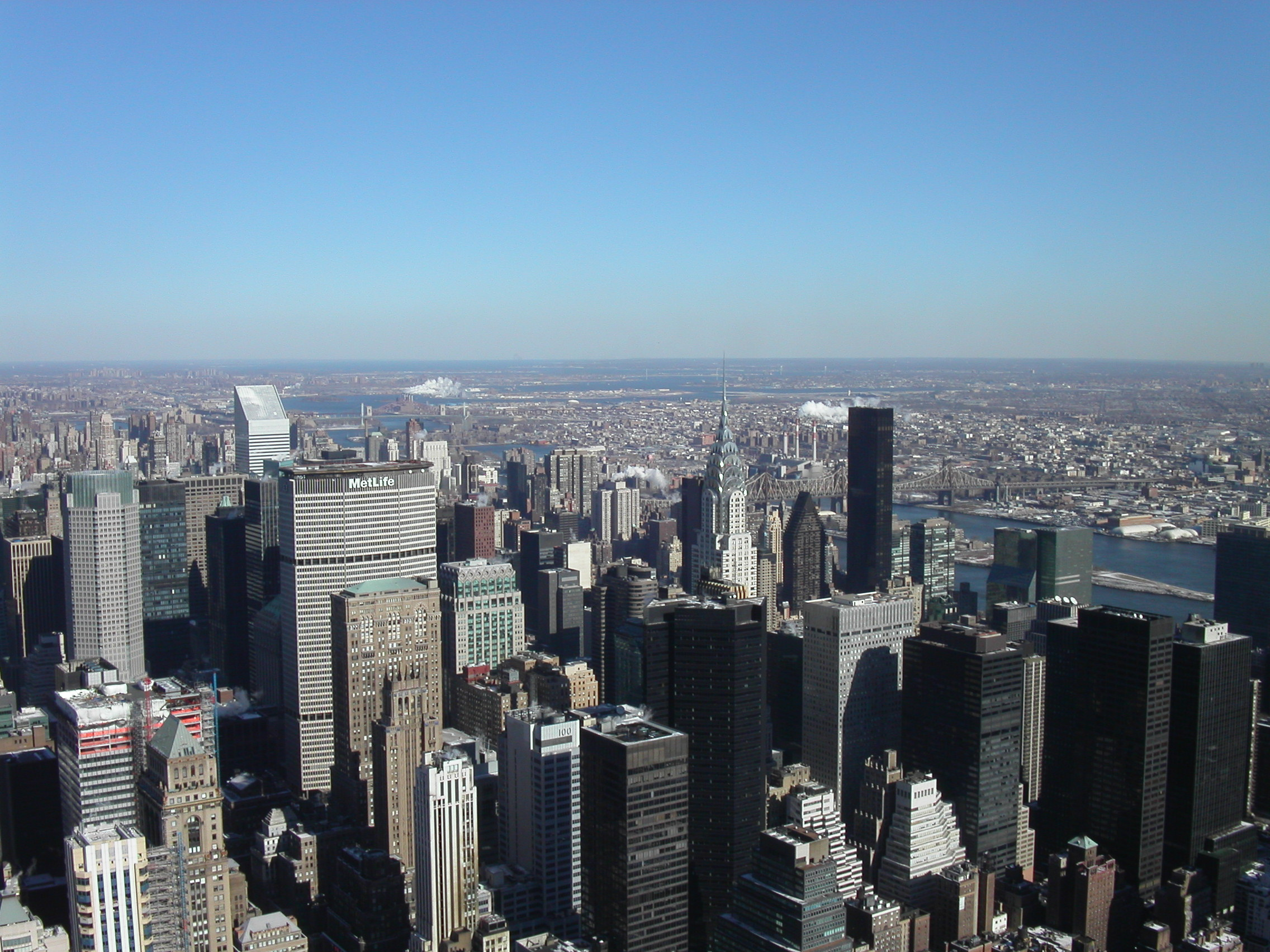
New York, vue depuis l'Empire State Building. L'agglomération new-yorkaise est le principal centre économique du Nord-Est.

Malgré la crise industrielle, le Nord-Est reste le cœur économique des États-Unis : la plus grande agglomération (New York), la capitale fédérale (Washington DC) et de nombreux sièges sociaux s'y trouvent. La population, les industries, les activités tertiaires sny concentrent comme nulle part ailleurs. La proximité du Canada en fait un espace transfrontalier actif de l'ALENA grâce à un réseau de transport dense et diversifié (chemin de fer, autoroutes, fleuves, canaux). La façade océanique accueille les trafics transatlantiques et dispose de nombreux ports de commerce très actifs. Le Nord-Est reste une zone d’investissements étrangers et accueille de nombreux touristes.

##### Sous-ensembles régionaux

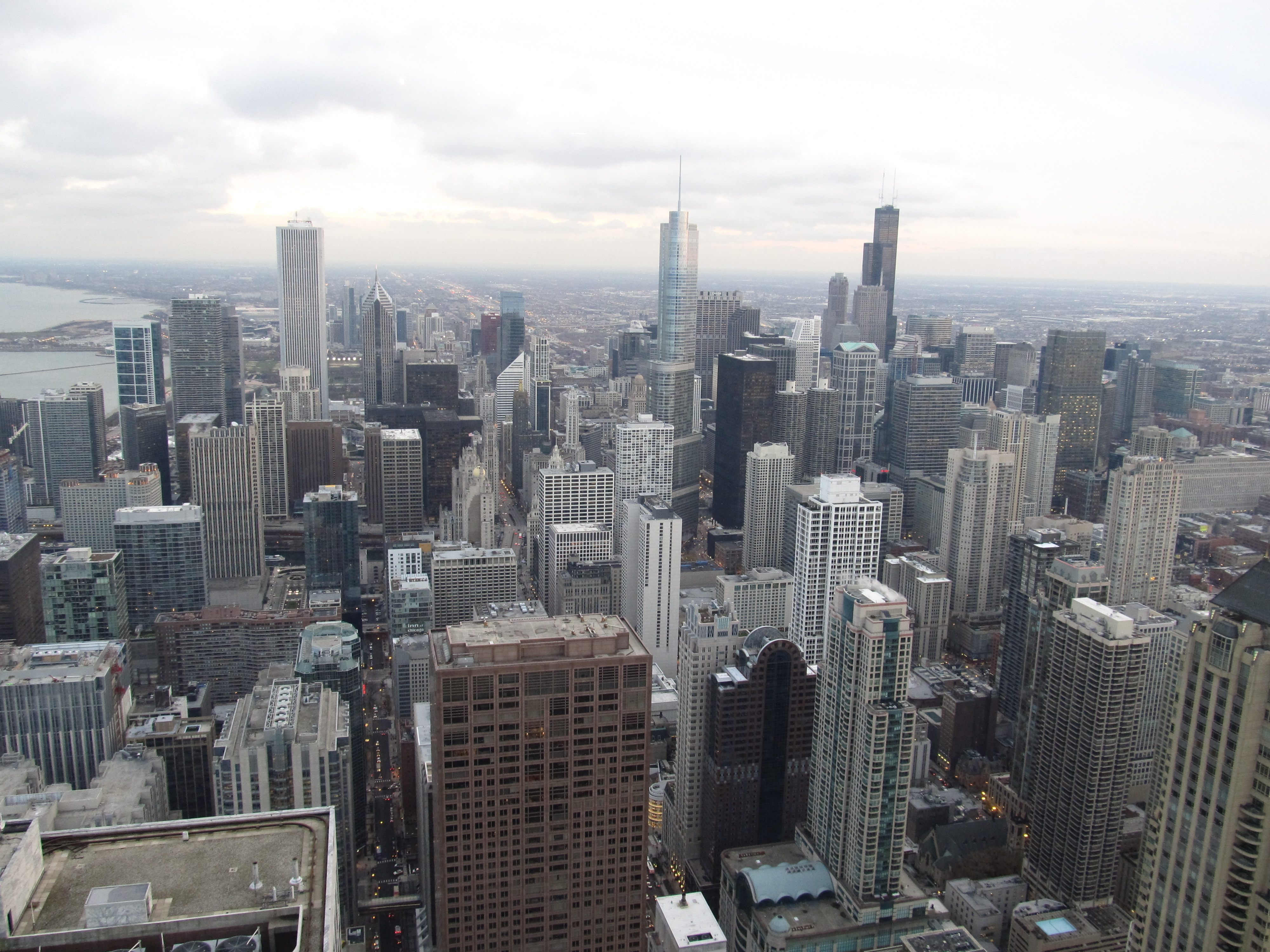
Une métropole d’influence mondiale : Chicago.

La mégalopole BosWash (Boston-Washington) constitue l'espace le plus dense et le plus riche. Tourné vers l'Atlantique et dominé par New York, elle est affectée par la métropolisation. Elle représente un centre mondial de décision politique et économique. La façade atlantique de la mégalopole fut longtemps la plus active du monde à l'extrémité du track vers l'Europe de l'Ouest. Les ports du nord-est se trouvent sur de grands estuaires, situés parfois très en retrait de la côte (Albany est à 229 km de l'océan Atlantique). Des aménagements et des approfondissements sont donc nécessaires pour accueillir les navires à fort tirant d'eau.
La région des Grands Lacs, dominée par Chicago, métropole d’envergure mondiale, a fondé son développement sur sa position de carrefour et ses potentialités industrielles. Il s'agit en effet d'un espace ouvert grâce à la voie des Grands Lacs (Main Street America) et au Mississippi.
La vallée de l'Ohio se situe plus au sud : agriculture (céréales, maïs, soja), hydrocarbures, charbon et lignite des Appalaches sont les principaux atouts de cette région. Les principaux centres urbains sont Columbus et Pittsburgh.

#### LaSun Belt
La Sun Belt (« ceinture du soleil » en français) désigne une vaste région périphérique qui s'étend de la Floride à la Californie en passant par le Texas. Les géographes y intègrent parfois le nord-ouest (États du Washington et de l'Oregon). L'ensemble se caractérise par un important dynamisme démographique et économique.
Ce dynamisme, même s'il est très inégalement partagé, s'explique par la combinaison de plusieurs facteurs : des climats marqués par un ensoleillement prolongé qui attirent les retraités et les touristes ; un cadre de vie agréable offrant de nombreuses possibilités de loisirs (montagne, plage, déserts) ; une interface maritime (avec l'Amérique latine et l'Asie) et terrestre (avec le Mexique) qui stimule les échanges économiques et les migrations ; enfin, des universités prestigieuses et des métropoles dynamiques, avec un taux de chômage souvent inférieur à la moyenne nationale.

#### L’intérieur
Les États de l'intérieur se trouvent loin des mers et des influences océaniques. Les densités humaines y sont plus faibles. Pourtant, l'intérieur des États-Unis n'est pas complètement isolé, grâce à des réseaux de transport : des voies ferrées (Great Northern Pacific, Great Northern, Union Pacific, Santa Fe Pacific, Southern Pacific) relient les côtes Atlantique et Pacifique. Les grandes autoroutes (Interstates highways) complètent le réseau. Enfin, les grandes métropoles de l'intérieur (Denver, Salt Lake City, Phoenix…) ont toutes des aéroports importants.
La population est composée majoritairement de Blancs ; les minorités ethniques sont peu représentées. Les réserves d'Indiens sont nombreuses.
Ces régions sont également exploitées pour leurs ressources naturelles : gisements d'hydrocarbures dans le Colorado, minerais du Nevada et de l'Idaho, houille du nord des Rocheuses.
Ces grands espaces sont réservés à l'élevage extensif (ranching) et à la céréaliculture. Les mythes de la Frontière, du Far West et du cow-boy font partie de la culture des États de l'intérieur.
De nombreux parcs naturels ont été créés pour protéger la nature et accueillir les touristes (parc national de Yellowstone, Grand Canyon…).

### Ressources naturelles
|             | production | rang mondial |
| ----------- | ---------- | ------------ |
| kaolin      | 9          | 1er          |
| magnésium   | 1,06       | 1er          |
| phosphate   | 35,8       | 1er          |
| sel         | 43,9       | 1er          |
| pétrole     | 360        | 2e           |
| charbon     | 571,7*     | 2e           |
| gaz naturel | 537**      | 2e           |
| or          | 277        | 2e           |
| soufre      | 9,3        | 2e           |
| molybdène   | 0,32       | 2e           |
| cuivre      | 1,13       | 2e           |
| plomb       | 0,45       | 3e           |
| talc        | 0,83       | 3e           |
| titane      | 0,3        | 4e           |
| zinc        | 740        | 5e           |
| argent      | 1,47       | 5e           |
| fer         | 50         | 7e           |

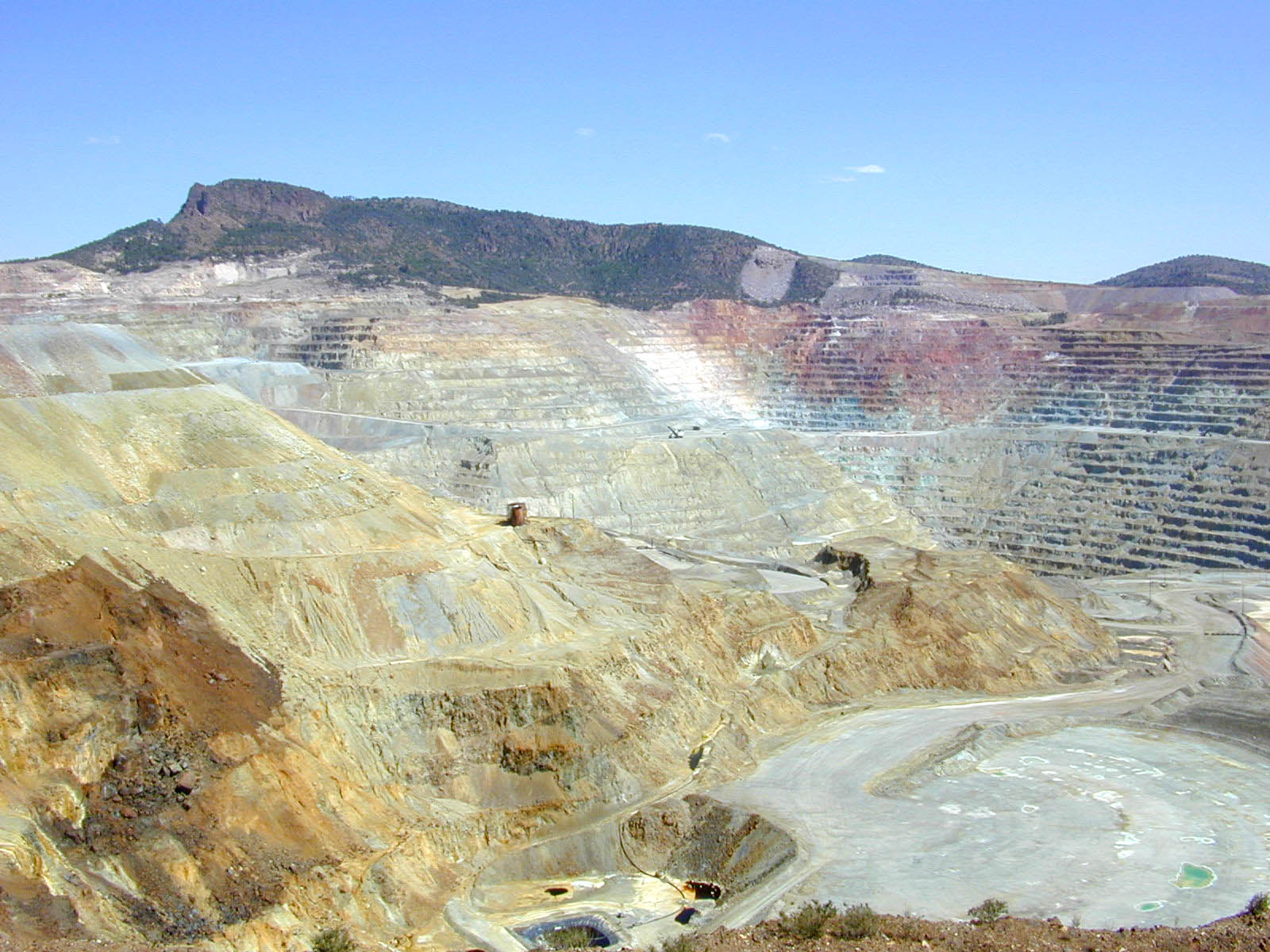
Mine de cuivre à ciel ouvert, Chino Copper Mine, Nouveau-Mexique.

NB : * = millions de TEP ; ** = milliards de mètres cubes